# Kairouan
Kairouan (arabe : ٱلْقَيْرَوَان, /qɪrwɛːn/ ) est une ville du centre de la Tunisie et le chef-lieu du gouvernorat du même nom. Elle se situe à 150 kilomètres au sud-ouest de Tunis et 50 kilomètres à l'ouest de Sousse. Peuplée de 139 070 habitants en 2014, elle est souvent désignée comme la quatrième ville sainte (ou sacrée) de l'islam et la première ville sainte du Maghreb.
Première ville arabe et musulmane d'Afrique du Nord, Kairouan a été un centre majeur pour la diffusion de l'islam et de la langue arabe au Maghreb. La ville conserve encore aujourd'hui une place particulière pour les musulmans de la région, notamment pendant le Mouled, où des fidèles de toute la Tunisie et d'autres pays affluent pour participer aux célébrations.
Avec sa médina et ses marchés organisés par corporations à la mode orientale, ses mosquées et autres édifices religieux, Kairouan est inscrite depuis 1988 sur la liste du patrimoine mondial de l'Unesco. En 2009, elle est proclamée capitale de la culture islamique par l'Organisation du monde islamique pour l'éducation, les sciences et la culture.
La ville est aussi réputée pour ses tapis de laine artisanaux et ses pâtisseries dont les makrouds.

## Étymologie
Le nom de la ville, Kairouan (en arabe : قيروان, Qayrawân), est une déformation du mot persan (en persan : کاروان, kârvân) signifiant « camp militaire » (kâr pour guerre/militaire lié au latin guer et vân pour campement), « caravane » ou « lieu de repos »,,.

## Géographie

### Situation
Kairouan est située à 70 kilomètres de la côte méditerranéenne. Son territoire est délimité par Sbikha au nord, Chebika à l'ouest, Bou Hajla et Nasrallah au sud.
|           | Sbikha    |                       |
| Chebika   | Kairouan  | Gouvernorat de Sousse |
| Nasrallah | Bou Hajla |                       |

### Climat
Le climat de la ville est plus chaud et sec par rapport au littoral.
| Mois                              | jan.  | fév.  | mars  | avril | mai   | juin  | jui.  | août  | sep.  | oct.  | nov.  | déc.  | année |
| --------------------------------- | ----- | ----- | ----- | ----- | ----- | ----- | ----- | ----- | ----- | ----- | ----- | ----- | ----- |
| Température minimale moyenne (°C) | 6,9   | 7,3   | 9,3   | 11,7  | 15,4  | 19,3  | 22,2  | 22,9  | 20,4  | 16,7  | 11,7  | 8,2   | 14,33 |
| Température maximale moyenne (°C) | 17,2  | 18,4  | 21,1  | 24,3  | 29,2  | 34,3  | 37,7  | 37,5  | 32,5  | 27,8  | 22,2  | 18,3  | 26,72 |
| Ensoleillement (h)                | 192,9 | 194,6 | 226,9 | 242,8 | 292,6 | 316,7 | 350,4 | 320,5 | 248,6 | 230,7 | 203,7 | 185,7 | 223,8 |
| Précipitations (mm)               | 28,7  | 19,1  | 28,1  | 26,6  | 22,8  | 8     | 2     | 11,8  | 44,2  | 41,6  | 28,3  | 29    | 290,2 |

| Diagramme climatique                                  |             |             |              |              |           |           |              |              |              |              |           |
| J                                                     | F           | M           | A            | M            | J         | J         | A            | S            | O            | N            | D         |
| 17,26,928,7                                           | 18,47,319,1 | 21,19,328,1 | 24,311,726,6 | 29,215,422,8 | 34,319,38 | 37,722,22 | 37,522,911,8 | 32,520,444,2 | 27,816,741,6 | 22,211,728,3 | 18,38,229 |
| Moyennes : • Temp. maxi et mini °C • Précipitation mm |             |             |              |              |           |           |              |              |              |              |           |

## Histoire

### Fondation de la ville
C'est sous la direction d'Oqba Ibn Nafi al-Fihri que la ville de Kairouan est fondée. Bien que la date de 670 soit souvent reprise en tant que date de fondation de la ville, celle-ci reste sujette à discussion. 
En effet, la date de 670 pour l'arrivée d'Oqba et la fondation de Kairouan n'apparaît que dans une minorité de sources, qui sont, en outre, tardives (Ibn al-Athîr, Al-Nowaïri et Ibn Idhari). Contre cette tradition, Ibn Khaldoun et ‘Ubayd Allâh le font arriver en 662-663, Ibn 'Abd al-Hakam en 666-667, Abû-l-‘Arab en 675-676 et Al-Mâlikî en 676-677,.
Kairouan est fondée sur la ligne de confrontation entre Byzantins et musulmans dans le but d'en faire un point d'appui dans leur campagne de conquête de l'Afrique du Nord. L'emplacement choisi pour sa fondation, à l'intérieur des terres, semble particulièrement inhospitalier mais se situe suffisamment loin de la côte pour éviter les assauts de la flotte byzantine contrôlant alors la mer Méditerranée. Il fait aussi face aux montagnes qui sont le refuge des Berbères. Le qayrawān, ou camp de garnison, a donné son nom au site, puis par la suite à la ville. Kairouan possède alors une double fonction militaire et religieuse, assurant à la fois la guerre sainte et la défense des terres nouvellement conquises.
La ville est ainsi la première ville arabe d'Afrique du Nord. Capitale de l'Ifriqiya pendant cinq siècles, elle a été un lieu de diffusion exceptionnel de la civilisation arabo-musulmane.

### Histoire générale
À la suite des combats qui opposent Berbères et Arabes, lors de la conquête arabe, Oqba Ibn Nafi est tué par le chef berbère Koceïla, qui s'empare de la ville de Kairouan de 682 à 684. Il rebaptise la ville en berbérisant son nom en Taqirwant.
Plusieurs années après, une armée arabe conduite par Zuhayr ibn Kays défait l'armée de Koceïla à Mammès et reprend Kairouan entre 687 et 689.
Oqba Ibn Nafi édifie à Kairouan la grande mosquée de Kairouan. La légende rapporte, que sur l'emplacement de la future Kairouan, un soldat de Oqba aurait trébuché sur une coupe en or enterrée dans le sable. Cette coupe aurait été reconnue comme ayant disparu de La Mecque quelques années plus tôt, et lorsqu'on la déterra, une source d'eau aurait jailli, donnant une eau qui serait venue de la même source que celle sacrée de Zamzam à La Mecque. Cette histoire a fait de Kairouan un lieu de pèlerinage, et elle est souvent désignée comme la quatrième ville sainte (ou sacrée) de l'islam et la première ville sainte du Maghreb,.
Vers 775, Abou Qurra assiège Kairouan et y répand durant un temps le kharidjisme sufrite. Devenue la capitale des Aghlabides, la cité prospère rapidement au cours du IXe siècle et devient le siège principal du pouvoir en Ifriqiya et un grand centre de rayonnement de la culture arabe et de l'islam, rivalisant avec les autres centres du bassin méditerranéen. C'est une grande ville de commerce et de science renommée pour son école de droit malikite et son école de médecine formée par Ishaq Ibn Imran. Kairouan joue également un rôle significatif dans l'arabisation des Berbères et des populations de langue latine de l'Ifriqiya.
En 909, les Fatimides, chiites ismaïliens menés par Abu Abd Allah ach-Chi'i, s'emparent de l'Ifriqiya et font de Kairouan leur résidence. Mais la ville perd son statut avec la fondation de Mahdia sur la côte orientale et sa proclamation comme capitale du califat fatimide. Mais les tensions ethnico-religieuses avec la population strictement sunnite de la ville obligent les Fatimides à abandonner le point d'appui qu'ils s'étaient constitué pour rejoindre l'Égypte vers 972-973 où il fonderont Le Caire, le nouveau centre du califat. Entretemps intervient la prise de Kairouan par l'ibadite Abu Yazid qui parvient ainsi, avec l'aide de la population sunnite de la ville, à interrompre brièvement l'hégémonie des Fatimides entre 944 et 946.

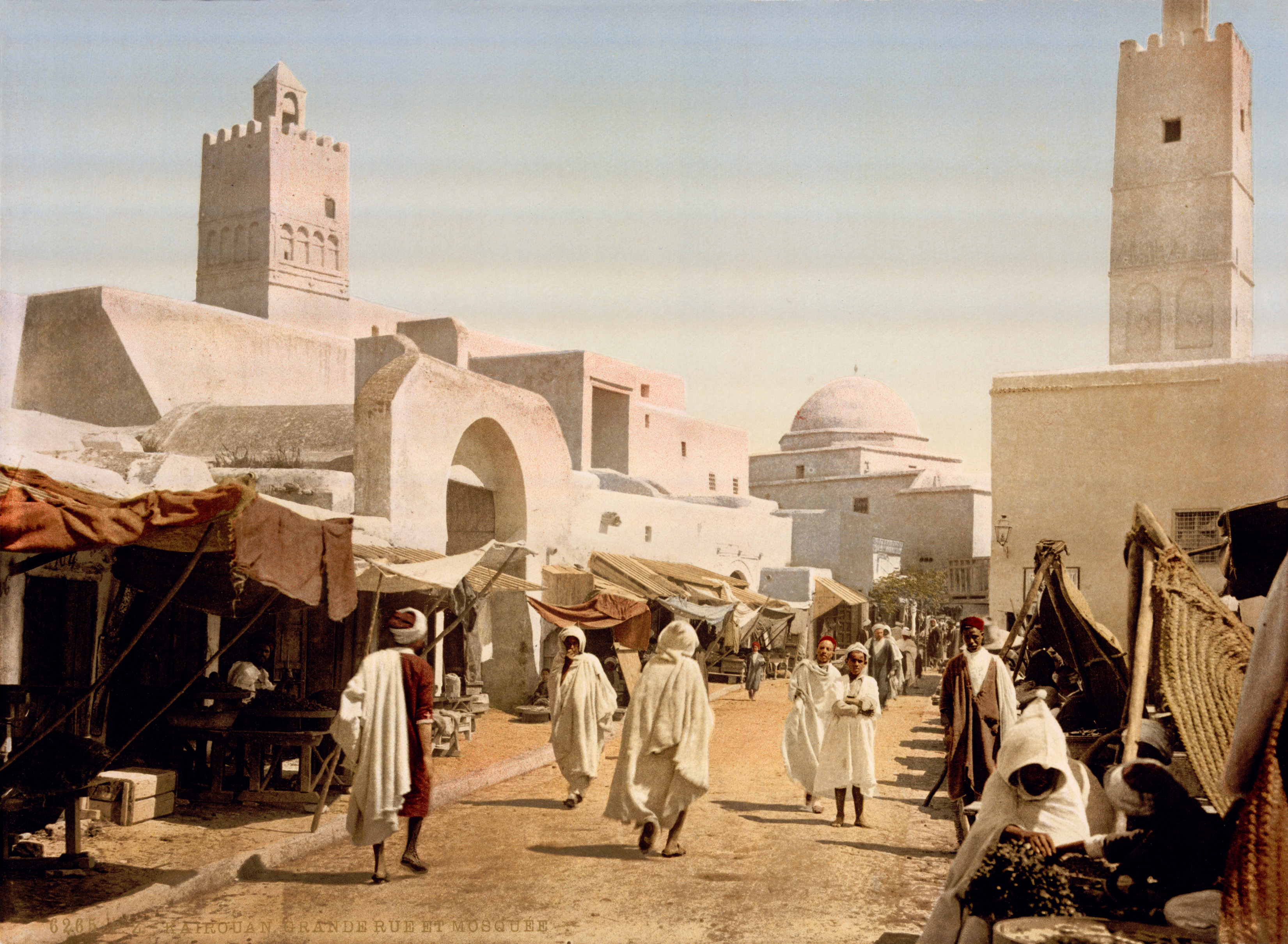
Rue de Kairouan vers 1899.

Au milieu du Xe siècle, Kairouan dépasse les 100 000 habitants. Son approvisionnement en eau est assuré par un réseau de canalisations provenant des montagnes environnantes et un grand nombre de citernes réparties dans la ville et en dessous de la mosquée. Les grands réservoirs datant de l'époque aghlabide sont encore visibles de nos jours.

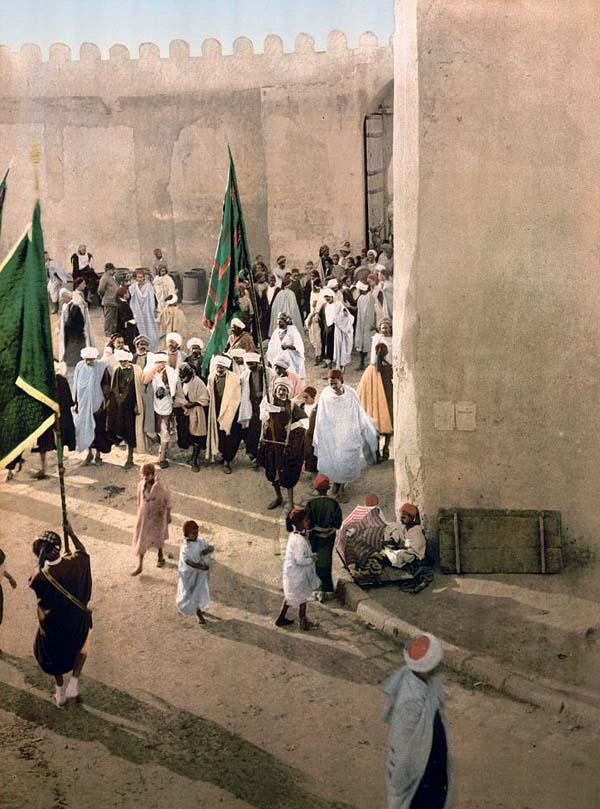
Procession à Kairouan en 1899.

Après le retrait définitif des Fatimides, c'est une dynastie vassale de ces derniers, les Zirides, qui prend le pouvoir en Ifriqiya. Al-Muizz ben Badis (1016–1062), son plus illustre représentant, mène une politique en faveur de la population sunnite. La ville connaît alors la dernière période d'épanouissement de son histoire.
En effet, en 1054, les Fatimides du Caire organisent une expédition punitive contre les Zirides devenus dissidents : les tribus bédouines des Hilaliens et des Banu Sulaym foncent sur la ville, la détruisant presque entièrement.
En 1057, Al-Muizz ben Badis s'enfuit à Mahdia et livre Kairouan et ses environs au pillage. Avec l'essor des villes côtières sous le règne des Hafsides, et principalement de Tunis, Kairouan décline inéluctablement. En 1702, Hussein Ier Bey en restaure l'enceinte et de nombreuses mosquées. 
Au cours de l'offensive française menée pour prendre le contrôle du pays, les troupes commandées par le général Étienne prennent Kairouan le 26 octobre 1881.
L'occupation de la ville paralyse la résistance et accélère la soumission de la Tunisie. Pendant le protectorat français, la ville devient tout de même l'un des foyers de la résistance nationaliste.
En 2009, elle est proclamée capitale de la culture islamique par l'Organisation du monde islamique pour l'éducation, les sciences et la culture.

## Architecture et urbanisme
Depuis le 9 décembre 1988, la médina de Kairouan est inscrite sur la liste du patrimoine mondial de l'Unesco en répondant à cinq des six critères d'évaluation ; à noter que pour être classé au patrimoine mondial, il suffit qu'un site réponde à un seul des six critères et parmi les sites classés à travers le monde, rares sont ceux, à l'image de Kairouan, ayant répondu à cinq critères. D'une part, la Grande Mosquée est l'un des monuments majeurs de l'islam et un chef-d'œuvre de l'architecture universelle. Elle a servi de modèle à plusieurs mosquées maghrébines en particulier pour ce qui concerne les motifs décoratifs. D'autre part, la mosquée des Trois Portes, construite en 866, est la plus ancienne des mosquées à façade sculptée de l'islam. Kairouan offre également un témoignage exceptionnel sur la civilisation des premiers siècles de l'hégire en Ifriqiya et son architecture islamique traditionnelle, associée à sa configuration spatiale, est devenue vulnérable sous l'effet des mutations économiques et constitue un patrimoine précieux. Kairouan est enfin l'une des villes saintes et des capitales spirituelles de l'islam.

### Édifices religieux
Plus ancien lieu de pèlerinage du pays et du Maghreb, Kairouan continue d'attirer les fidèles dans ses sanctuaires tels que la grande mosquée, fondée en 670 et datant principalement du IXe siècle, et la mosquée du Barbier bâtie en grande partie au XVIIe siècle.

#### Grande mosquée de Kairouan
La grande mosquée de Kairouan, aussi appelée mosquée Sidi Oqba, reste aujourd'hui encore l'emblème de la ville et constitue le plus ancien et le plus prestigieux monument islamique de Tunisie et du Maghreb. Cette mosquée est également considérée comme l'une des plus belles et des plus harmonieuses réalisations architecturales de l'Islam.
Elle est fondée vers 670 par le conquérant de l'Afrique du Nord, Oqba Ibn Nafi (communément appelé Sidi Oqba à Kairouan), à proximité du campement de ses armées. Elle est agrandie à plusieurs reprises par les dynasties qui vont se succéder en Tunisie. Sous le règne des Aghlabides, c'est surtout à Ziadet Allah Ier (817–838) et Aboul Ibrahim (856–863) que l'on doit les extensions de la mosquée, le plus illustre historien et prédicateur local de son époque, rapporte que c'est sous le règne d'Aboul Ibrahim que le mihrab a pris sa forme définitive,. C'est également à Aboul Ibrahim qu'est attribuée l'extension de la salle de prière pour offrir une nef plus large supportant une nouvelle coupole dans l'axe de la cour intérieure. En 1294, les Hafsides entreprennent une importante rénovation de l'édifice sacré, les portails étant réétayés et les galeries pourvues de nouveaux arcs. En dépit de multiples mesures modificatives, le cœur ancien de la Grande Mosquée est resté aujourd'hui dans sa forme originelle datant de l'époque des Aghlabides (au cours du IXe siècle).

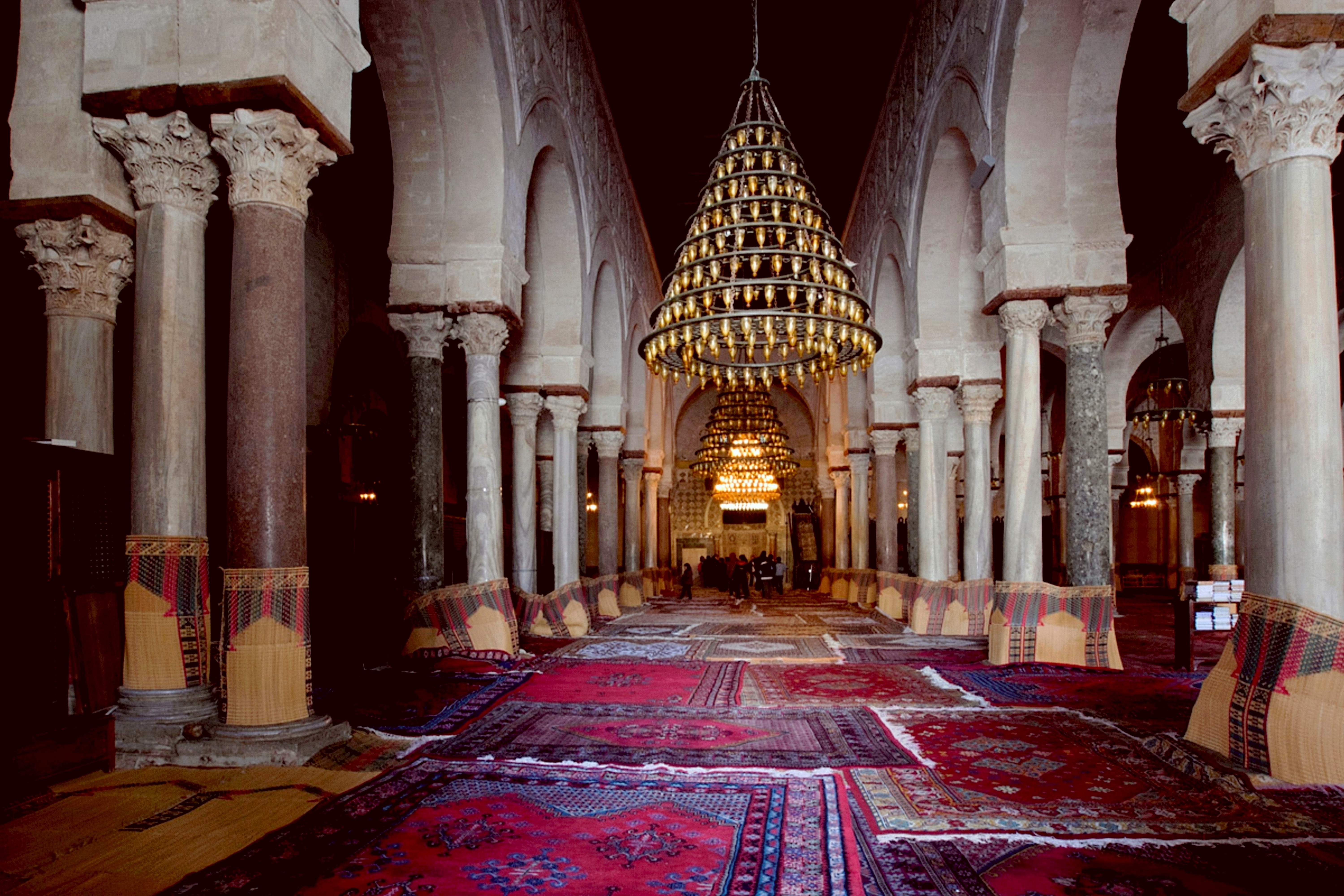
Vue de la nef centrale de la salle de prière éclairée par de grands lustres.

Dans sa forme définitive, la mosquée s'étend sur 125 mètres de long et 73 mètres de large, couvrant une superficie totale de 9 000 m2. Elle appartient au type architectural de la mosquée de cour. La salle de prière supporte deux coupoles côtelées dont l'une est disposée au-dessus du mihrab aménagé au milieu du mur de la qibla, partie la plus ancienne, tandis que l'autre coupole a été construite lors de l'extension de la mosquée, au-dessus d'une galerie à arcs outrepassés axée sur la grande cour intérieure. La salle de prière se compose de 17 nefs dans le sens de la longueur, sept travées et un transept. La nef centrale mène au mihrab, niche de forme semi-cylindrique, soigneusement ornée de céramiques et de marbre sculpté, dont l'état actuel date du début de la seconde moitié du IXe siècle.
Juste à côté s'élève le minbar original à onze marches. Ses parois latérales ont été montées en caissons très ouvragés en bois de teck importé d'Inde. Ce minbar, réalisé vers l'an 862, est considéré comme la plus ancienne chaire du monde musulman. Au centre de la niche de prière, habillée de panneaux de marbre, on peut lire la sourate 112 du Coran, rédigée en calligraphie kufi, avec l'invocation jointe du prophète, eulogie sur le modèle exact de l'inscription intérieure au Dôme du Rocher de Jérusalem. À proximité du minbar, le souverain ziride Al-Muizz ben Badis édifie la maqsura, le siège de l'imam disposant d'un accès particulier au mur de la qibla, que l'on nomme Bab El Imam. Le bâti décoratif en bois avec sa dédicace de fondation constitue l'un des plus beaux témoignages de l'art musulman.

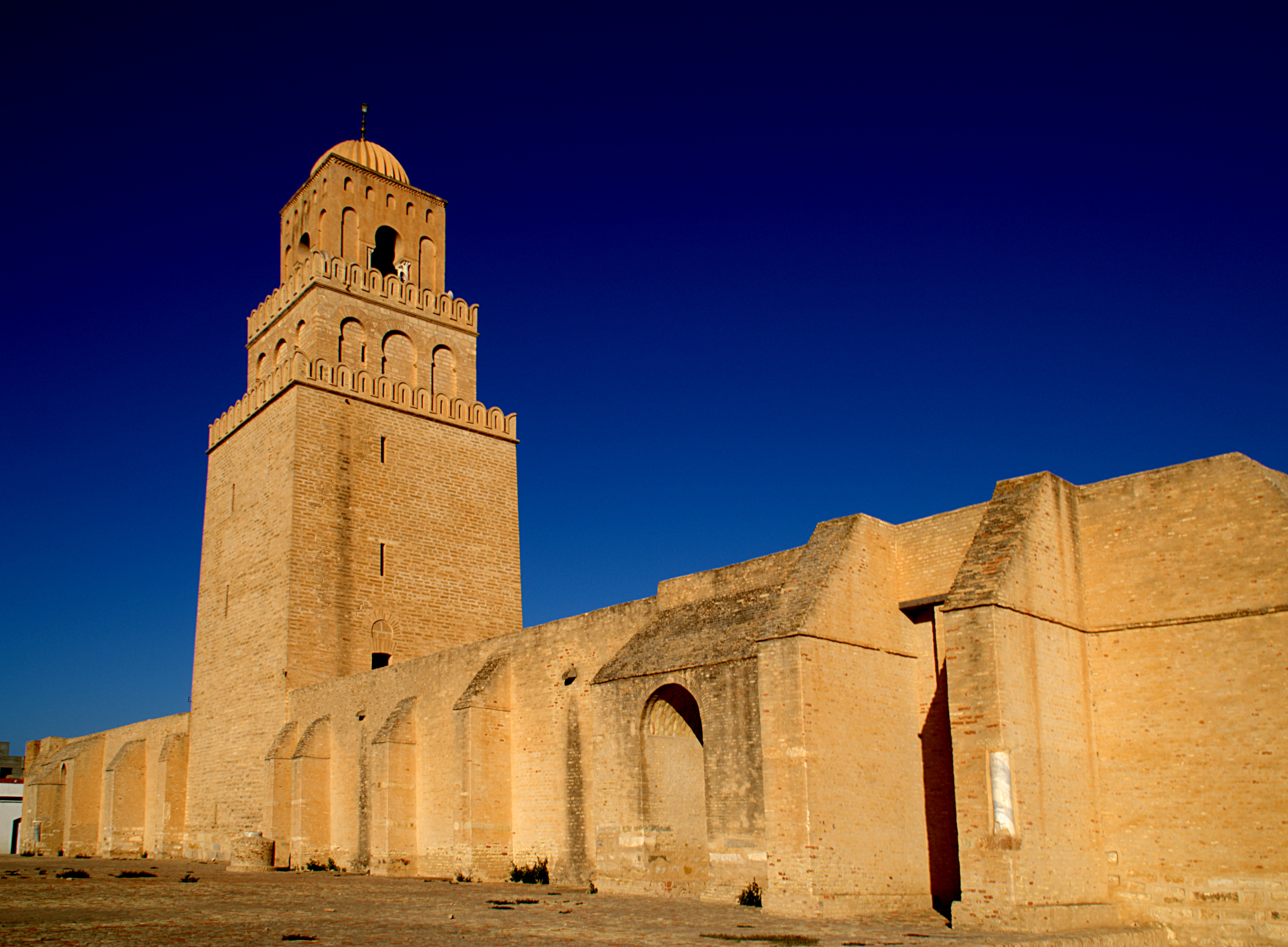
Vue du minaret.

Selon une inscription ultérieure, la maqsura a été restaurée en 1624,. La détermination de la direction pour la prière remonte au VIIe siècle et s'écarte de 31° par rapport à l'orientation exacte ; la qibla n'a pas été modifiée lors de l'ornementation en marbre de la niche d'origine par les Aghlabides. Le minaret, massif et agrandi à deux reprises, atteint désormais trois étages, dont le dernier est coiffé d'une coupole côtelée, et se dresse face à la salle de prière, au milieu du portique nord de la cour. Sa forme tire son origine d'une tour de défense dotée de postes de tir. À l'origine, la mosquée n'avait aucun minaret et son édification remonte au temps du calife omeyyade Hicham ben Abd al-Malik (724-743). Il est de ce fait antérieur d'une centaine d'années à l'aménagement de la salle de prière qui lui fait face et qui date de Ziadet Allah Ier,. Datant du VIIIe – IXe siècle, ce minaret est le plus ancien au monde qui soit toujours debout.
Une partie des matériaux de construction, essentiellement les colonnes et les chapiteaux en divers marbres de la salle de prière ainsi que les colonnes soutenant les arcades des galeries entourant la cour, proviennent de sites antiques romains et byzantins de la Tunisie, notamment Sbeïtla et Carthage.

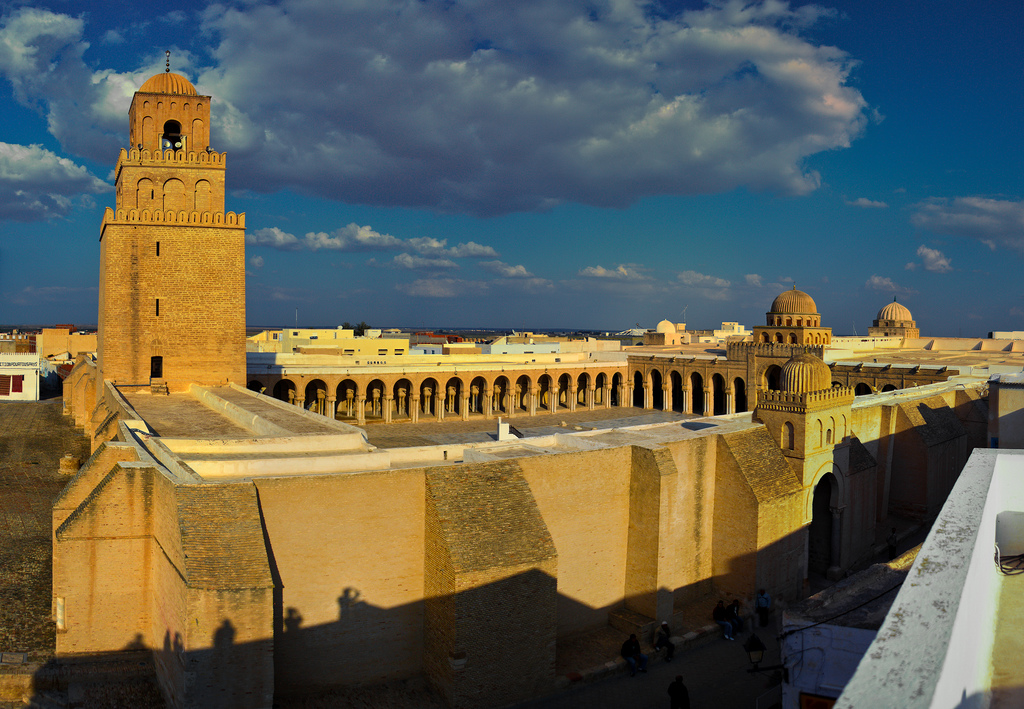
Vue générale de la Grande Mosquée.
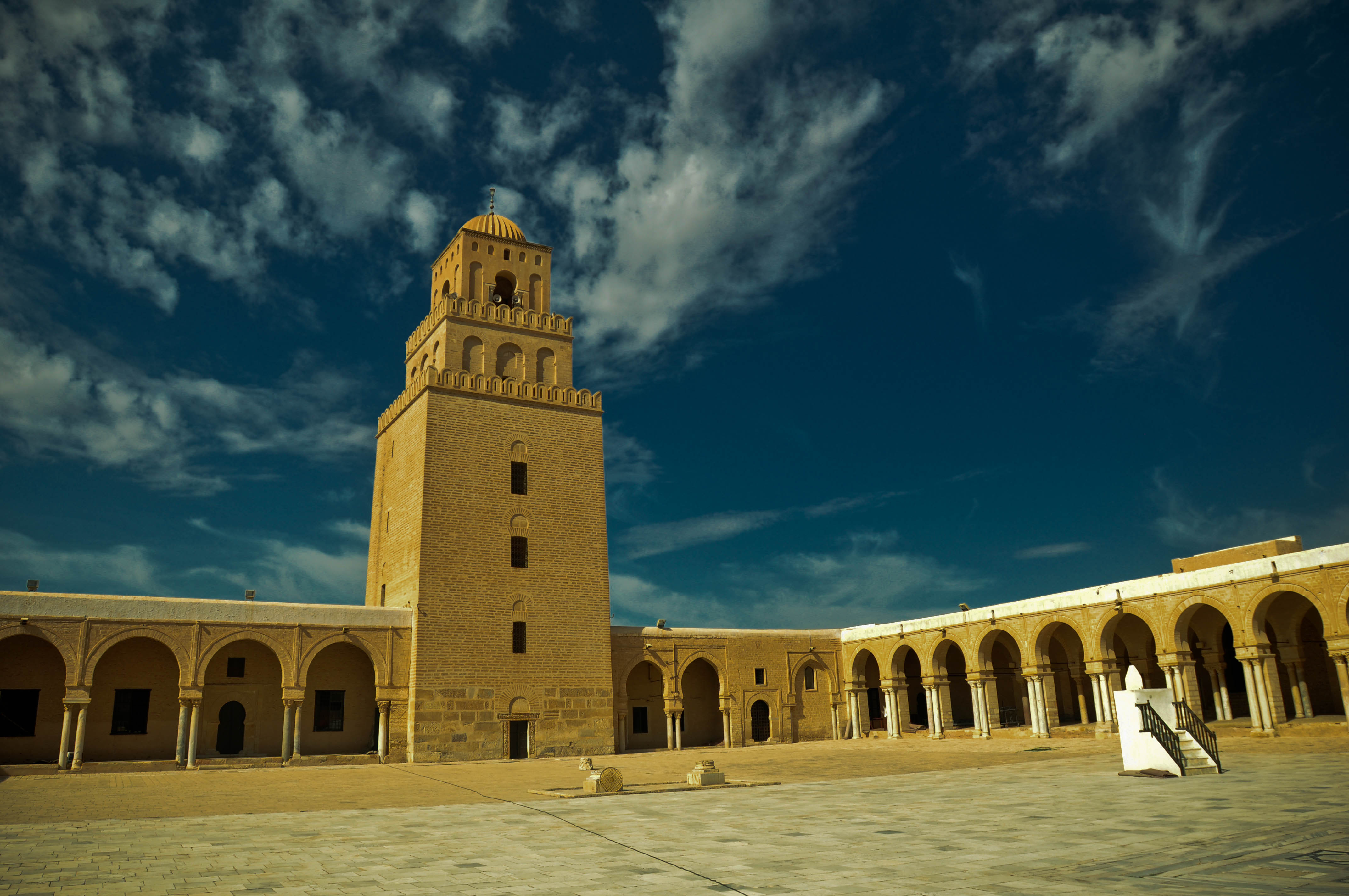
Vue de la cour et du minaret à trois étages dégressifs superposés.
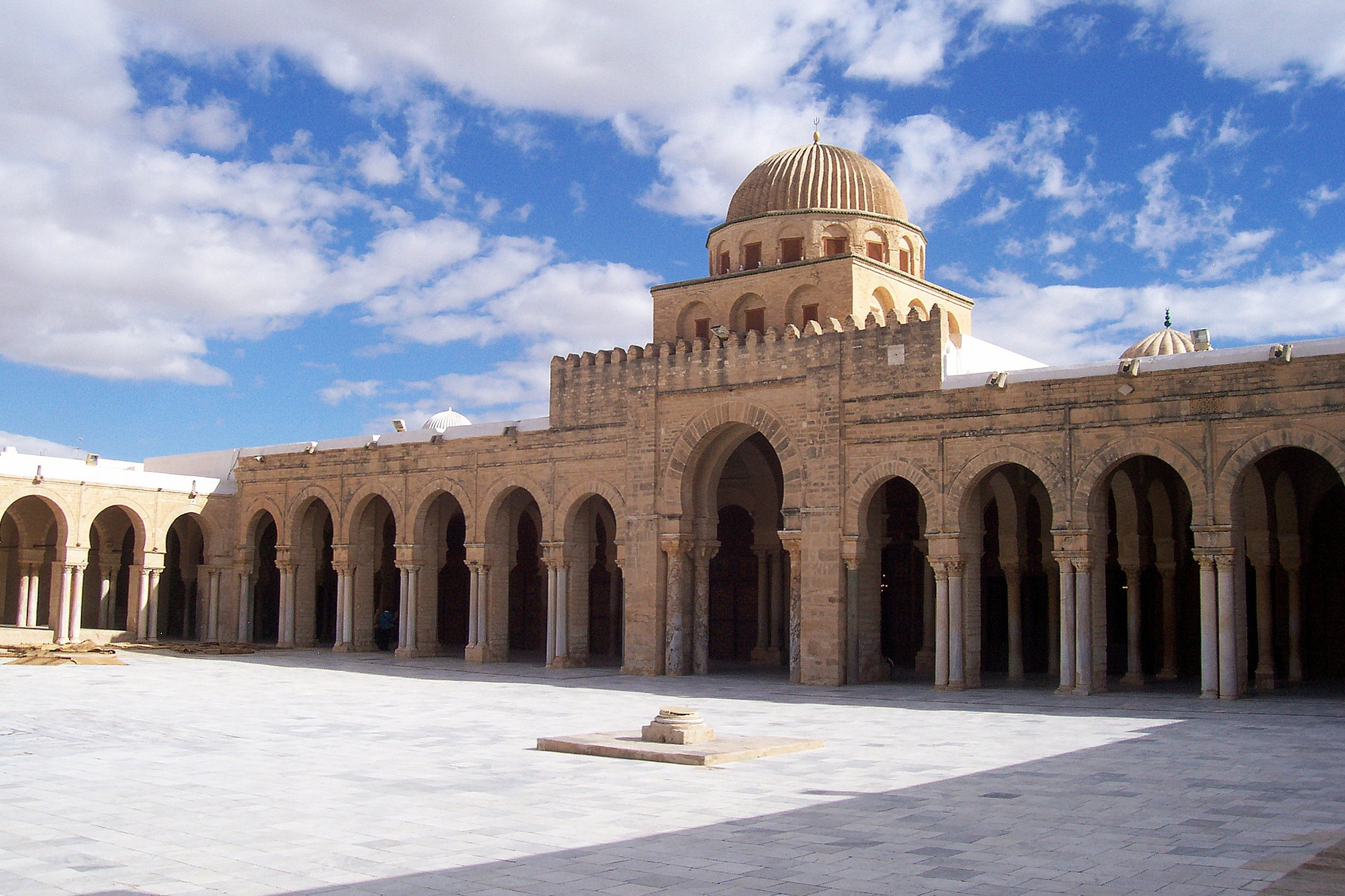
Façade de la salle de prière sur le côté sud de la cour.
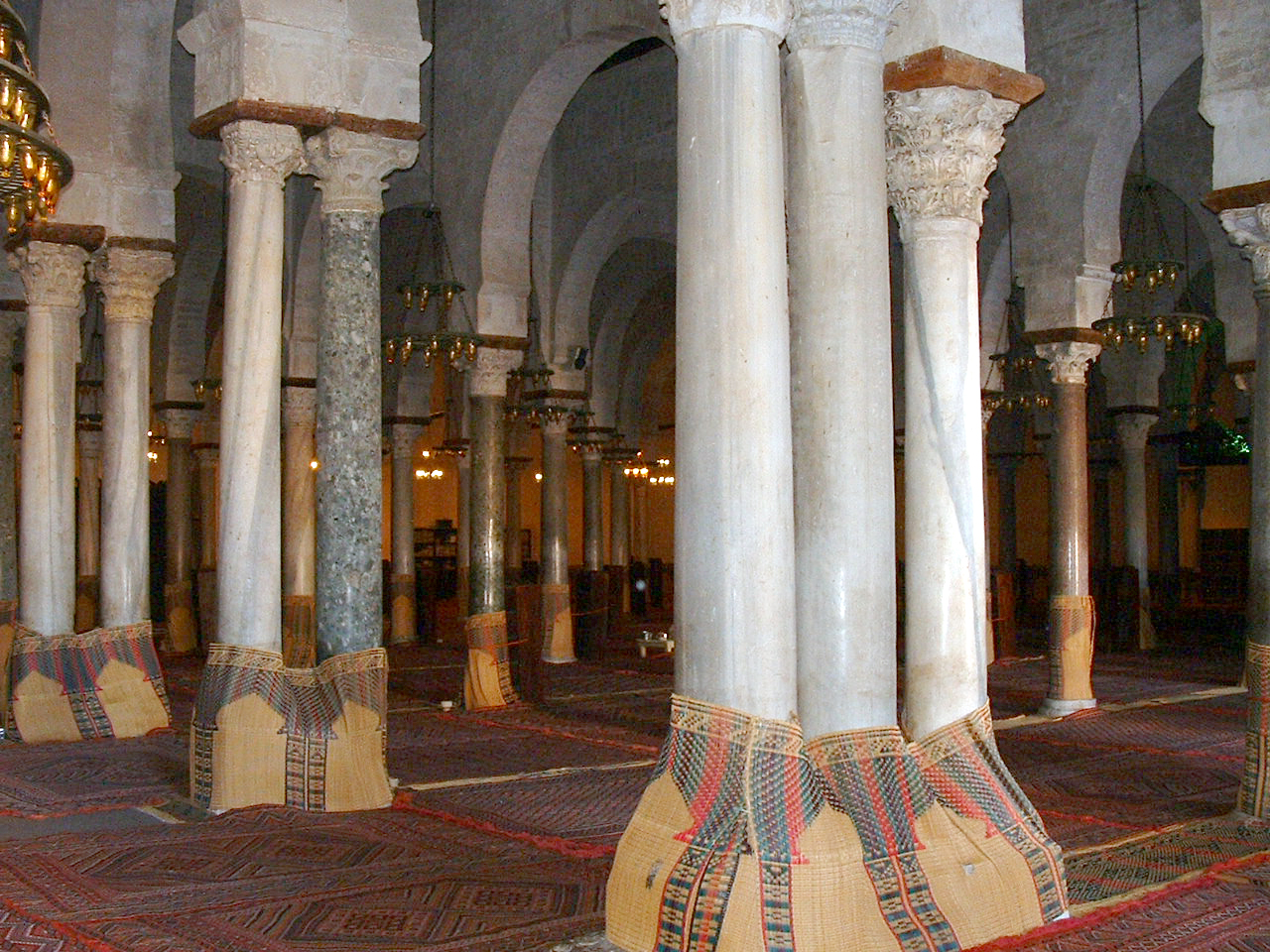
Gros plan sur les colonnes antiques en divers marbres de la salle de prière.

#### Mosquée des Trois Portes
La mosquée des Trois Portes, située dans la vieille ville, entre le marché aux laines et le rempart sud, était appelée à l'origine Mosquée de Mohammed ibn Khairun par les historiens locaux et les récits de voyageurs. Dans son Histoire du Maghreb, l'historien andalou Ibn Idhari rapporte à propos de la fondation de la mosquée au XIVe siècle qu'« en l'an 252 de l'hégire [correspondant à l'année 866], Mohammed ibn Khairūn al-Andalusī al-Ma'āfirī édifia à Qairawān la mosquée qu'il qualifiait de vénérable, bâtie de briques cuites, de plâtre et de marbre et y fit aménager des citernes ».

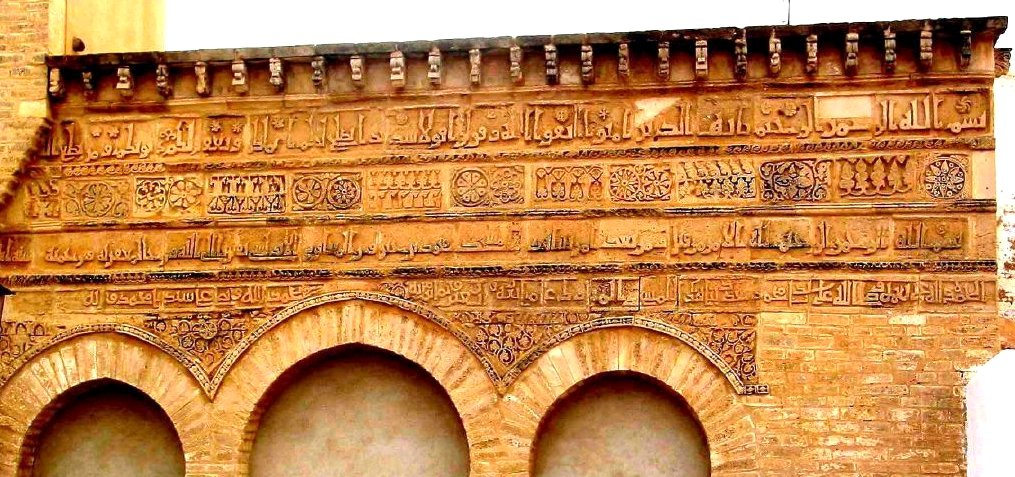
Détail de la frise avec ses trois lignes d'inscriptions.

Elle doit à sa façade décorative d'être considérée comme l'un des plus beaux spécimens de l'architecture islamique. La façade, haute d'environ 7 mètres, est ornée de trois inscriptions dont la première est une citation des versets 70-71 de la sourate 33 du Coran : 
« Au nom d'Allah, le Tout Miséricordieux, le Très Miséricordieux. Ô vous qui croyez ! Craignez Allah et parlez avec droiture afin qu'il améliore vos actions et vous pardonne vos péchés. Quiconque obéit à Allah et à Son messager obtient certes une grande réussite. »
L'extrait figure également sur la corniche intermédiaire dans l'extension de la Grande Mosquée de Cordoue réalisée par Al-Hakam II qui gouverne le califat de Cordoue de 962 à 966. On peut penser que la reprise de ce verset provient d'un modèle inspiré par la façade de la mosquée des Trois Portes.

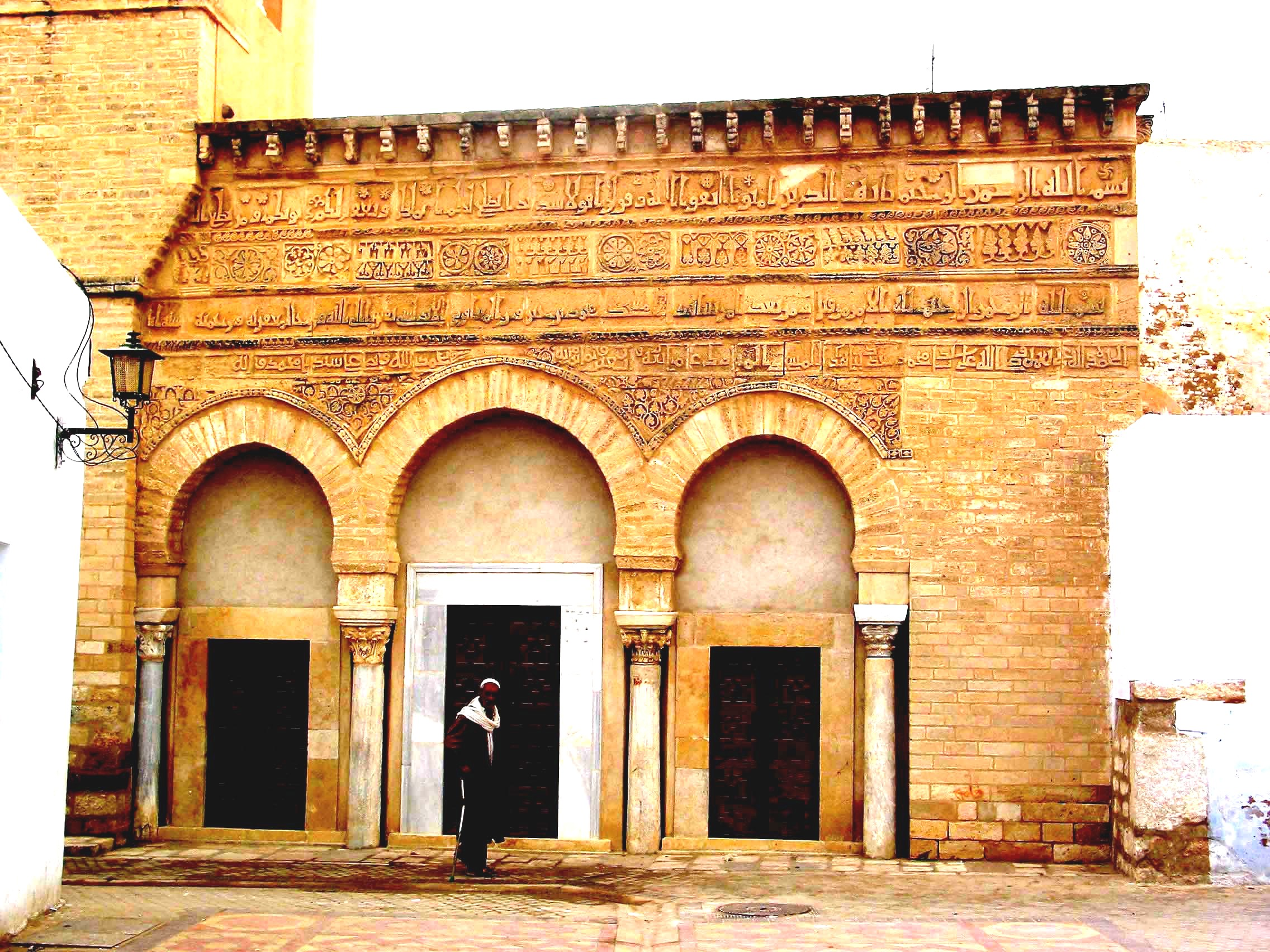
Vue générale de la façade.

Sur la seconde frise calligraphiée se trouve l'inscription relative à la fondation : « Au nom de Dieu le miséricordieux et le bienveillant. À Dieu seul appartient la décision. Ainsi en a-t-il été et sera de toute éternité. Muhammed bin Khairūn al-Ma'āfirī al-Andalusī a décidé la construction de cette mosquée, pour obtenir la faveur divine et dans l'espoir de Son pardon et de Sa miséricorde, en l'an 252 ». La fondation d'une mosquée est en effet considérée dans l'islam comme une œuvre particulièrement méritoire. Dans les six principaux recueils de hadîths, on rapporte que le prophète Mahomet a dit que « celui qui construit une mosquée, Dieu lui bâtit une maison au Paradis.

La troisième inscription renseigne quant à elle sur la rénovation de la mosquée : 
« Loué soit Dieu pour ses bienfaits. Puisse Dieu bénir notre maître Mohammed. Le bâtiment de cette mosquée bénie a été rénové en l'an 844 [correspondant aux années 1440–1441]. Nous louons Dieu et nous prions pour notre maître Mohammed et sa famille,. »
À l'origine, la mosquée n'avait pas de minaret. Il est vraisemblable que, lors des travaux de restauration sous le règne des Hafsides, un petit minaret de style contemporain a été adjoint à côté de l'arcade orientale de la façade, abîmant du même coup les derniers caractères des deux premières inscriptions. De la salle de prière, on accède au minaret par un escalier étroit qui rompt la symétrie de l'espace intérieur. Il est partagé en trois niveaux, avec des ouvertures pour la lumière et sa hauteur totale n'excède pas 11,5 mètres.

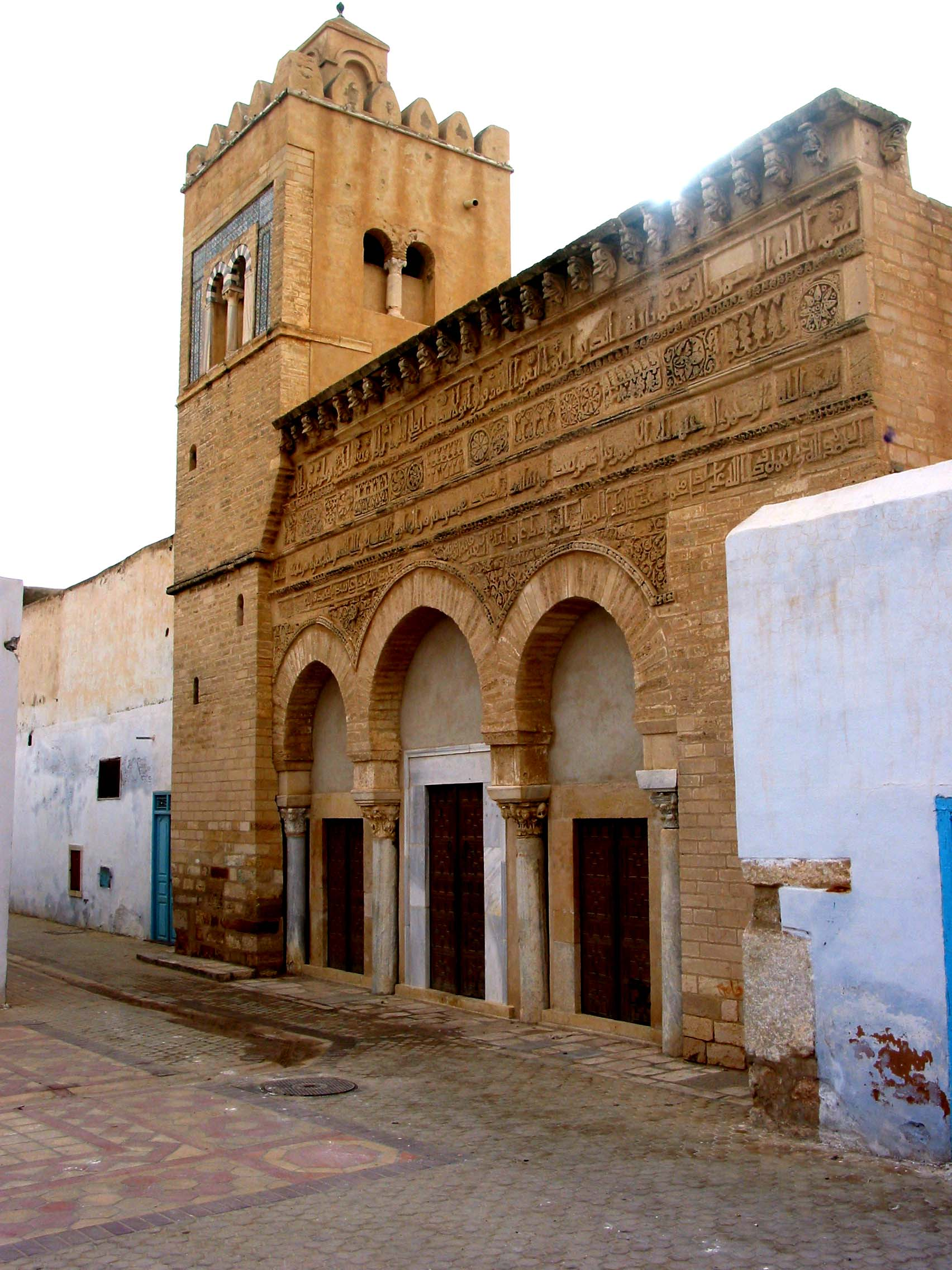
Façade de la mosquée avec son minaret.

La salle de prière, en trois nefs parallèles au mur de la qibla, à laquelle on accède par trois portes conjointes, ne mesure que 9 mètres sur 8,60 mètres, le plafond étant porté par quatre piliers en marbre coiffés de chapiteaux antiques. L'arche du mihrab est formée d'un arc outrepassé d'une hauteur de 2,60 mètres dans son axe. La citerne, une margelle avec des rainures pour la corde et un emplacement évidé pour la cruche, se trouve à côté de la niche à prière et se voit flanquée de deux colonnes. La citerne est pourvue en eau par les pluies collectées depuis le toit de la mosquée. La mosquée n'a ni minbar, ni cour. On admet toutefois qu'un musalla était adjointe à la façade richement ornée, comme cela est le cas dans la petite mosquée Bu Ftata de Sousse.
Avec son ornementation ancienne, qui remonte au temps des Aghlabides et ses inscriptions originelles, la façade tient une place particulière dans l'architecture islamique. Il est vraisemblable que tout le site a été édifié à des fins privées. On ne sait rien de Muhammad ibn Khairūn al-Ma'āfirī al-Andalusī, fondateur de la mosquée. Il était probablement un commerçant venu à Kairouan depuis l'Espagne musulmane à l'époque aghlabide ; les pierres tombales de plusieurs membres de sa famille ont d'ailleurs été retrouvées. Les historiens locaux d'Afrique du Nord citent également parmi les « martyrs de la foi » le fils du fondateur, l'éminent juriste (faqîh) Muhammad ibn Muhammad ibn Khairūn, qui s'est fait une renommée à Kairouan en diffusant l'enseignement des zahirites. En 914, sous l'autorité des Fatimides, il est piétiné à mort par des esclaves noirs, sur ordre du préfet fatimide de la ville, en raison de son opposition au chiisme. Son tombeau est connu.

#### Mosquée du Barbier

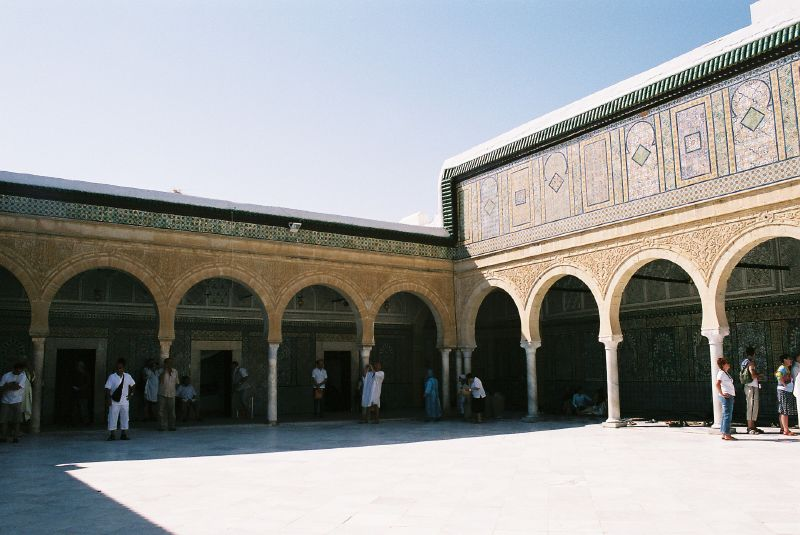
Cour de la mosquée du Barbier.

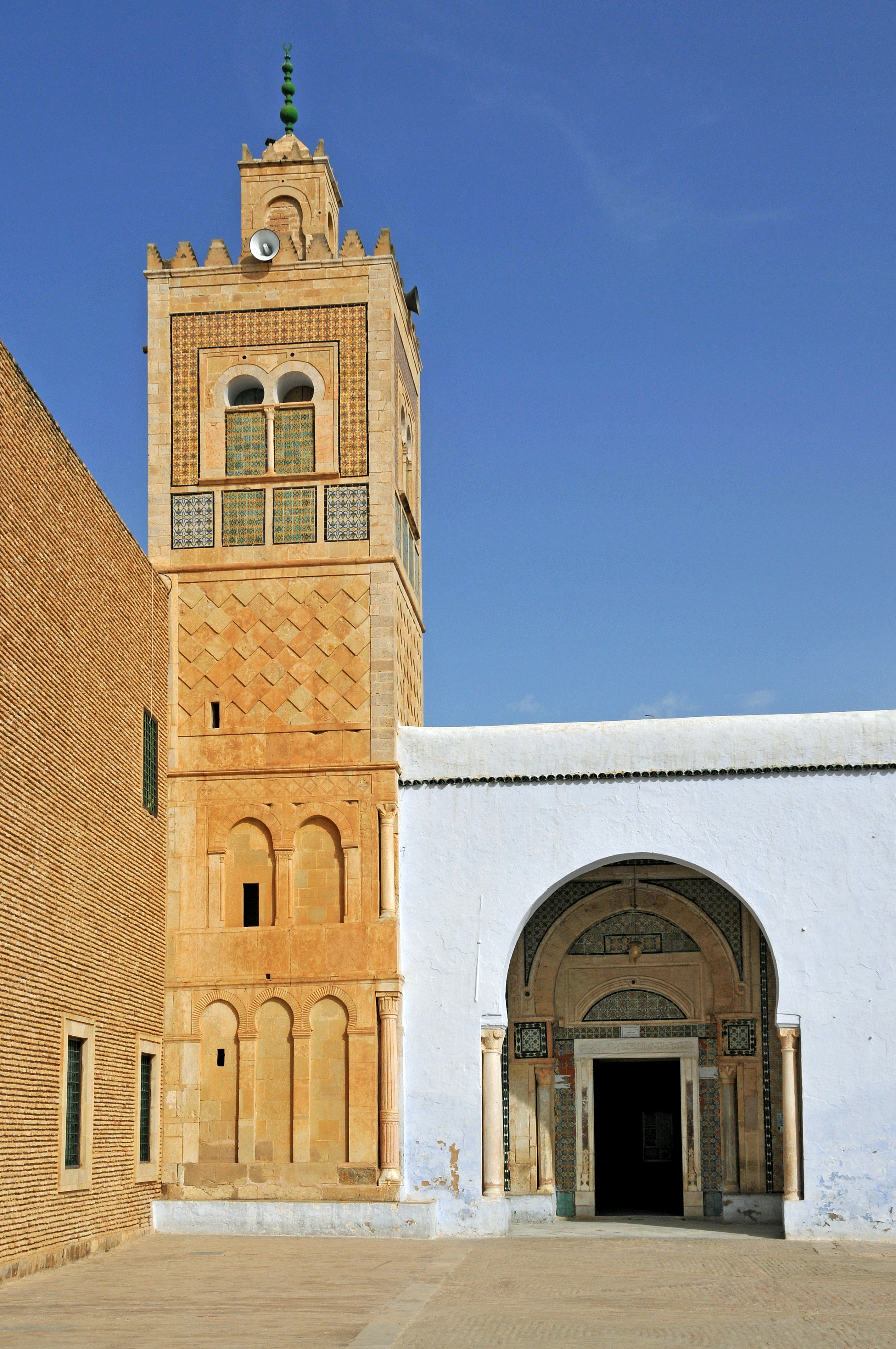
Minaret de la mosquée du Barbier.

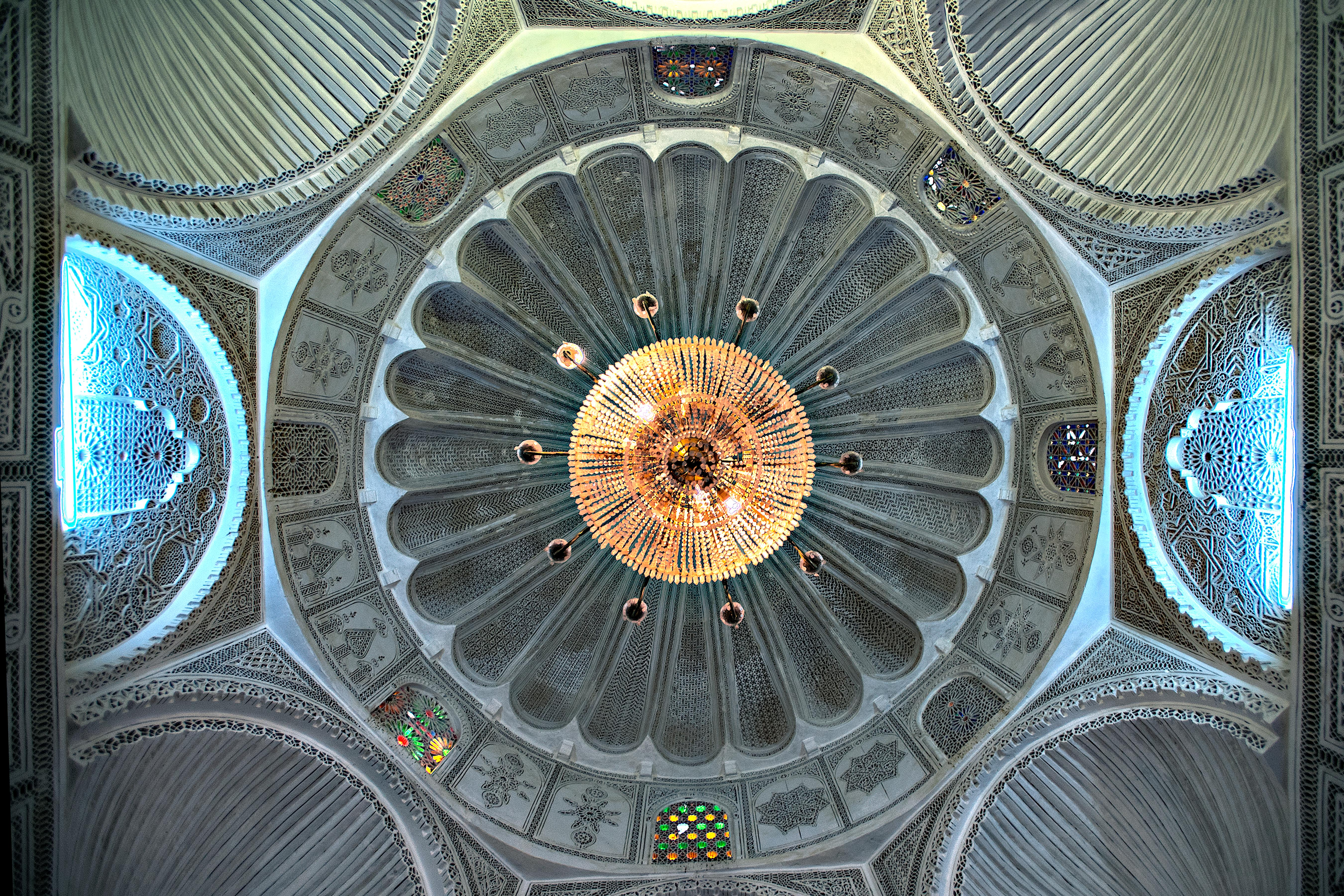
Vue intérieure d'une coupole de la mosquée du Barbier.

Le mausolée de Sidi Sahbi, généralement appelé mosquée du Barbier, est en fait une zaouïa qui se trouve hors les murailles de la médina. Il s'agit d'un vaste ensemble architectural construit en grande partie au cours du XVIIe siècle. C'est le bey mouradite Hammouda Pacha Bey qui fait construire le mausolée, la coupole et la cour alors que le bey Mohamed El Mouradi fait ajouter les bâtiments annexes, le minaret et la médersa constituée d'un oratoire, d'une salle d'ablution et de chambres destinées aux étudiants.
La population y vénère un saint local de Kairouan, un certain Abou Zamaa el-Balaoui, un compagnon du prophète Mahomet. Selon la légende, il aurait conservé trois poils de la barbe du prophète, d'où l'appellation donnée à l'édifice. Dans l'histoire de la ville de Kairouan, ce compagnon du prophète est à relier à une parole attribuée à ce dernier, si l'on en croit notamment Al-Tirmidhî.
Le prophète aurait prédit que « chacun de mes compagnons qui meurt dans un pays, deviendra au jour de la résurrection le guide et la lumière envoyés par Dieu pour les gens de ce pays »,. Dès le Xe siècle, les chroniqueurs locaux rapportent que des habitants de la ville auraient découvert là un tombeau contenant un corps intact. L'endroit est donc à considérer comme le pur produit d'une croyance islamique populaire.
On parvient à la sépulture par une grande cour intérieure et un couloir aux parois couvertes de carreaux de céramique richement ouvragés à la mode turque et de panneaux de stuc.
C'est seulement au XVIIe siècle que l'on a fait édifier une coupole au-dessus du tombeau et que l'on a adjoint à la cour intérieure une petite médersa et des locaux pour accueillir les visiteurs du tombeau. Ces ailes ont été rénovées au début des années 1990 et sont aujourd'hui accessibles au public.

### Remparts et portes
La médina de Kairouan est entourée par des remparts dont les premiers sont élevés en 762 (six portes) sous le règne du calife abbasside Al-Mansur. À la suite des invasions hilaliennes survenues vers 1057, la taille de la cité ainsi que l'étendue de ses remparts se réduisent considérablement.
Les murailles actuelles remontent aux travaux ordonnés par les souverains husseinites et sont réalisés entre 1706 et 1772.

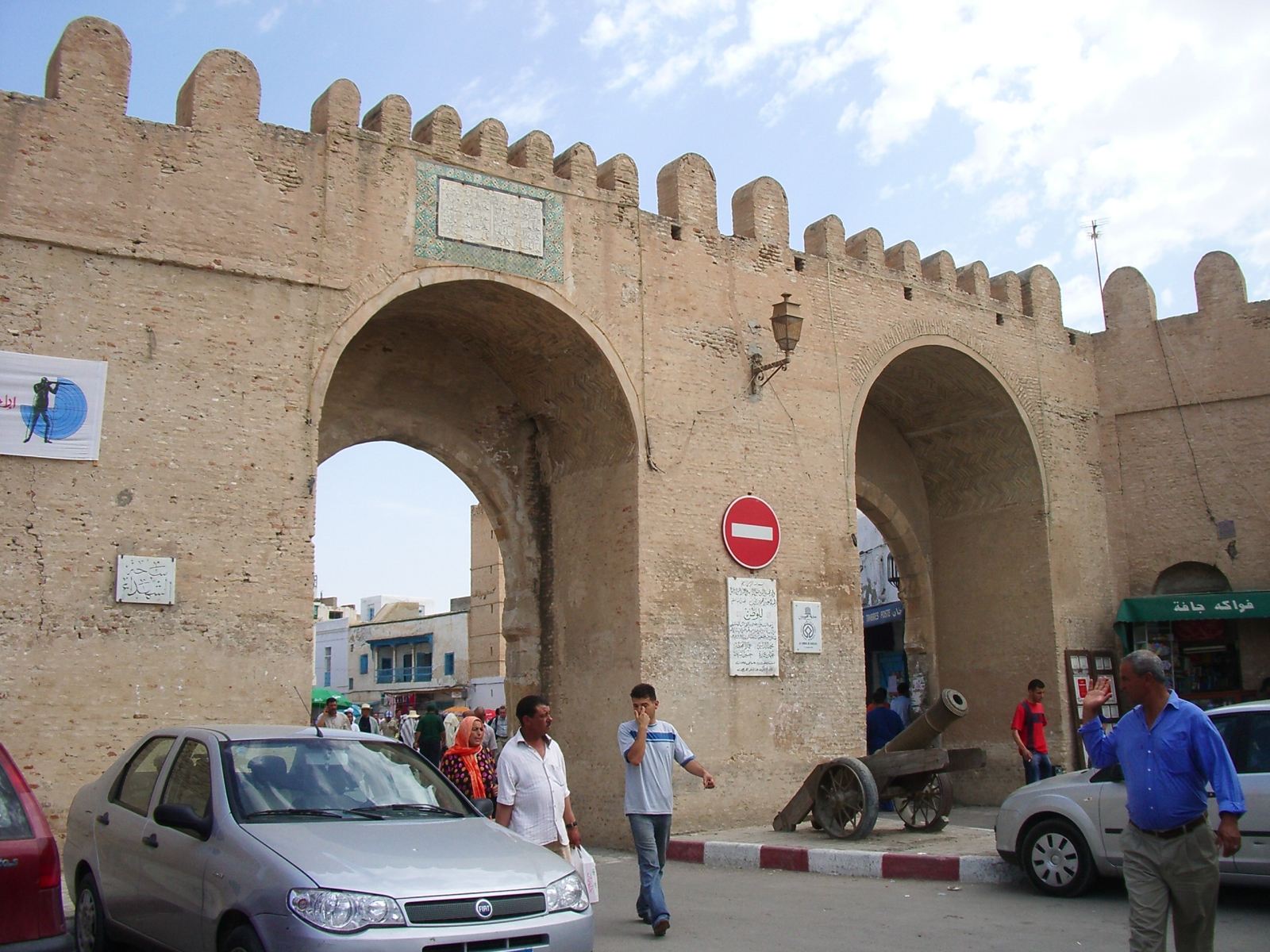
Portes au centre-ville de Kairouan.
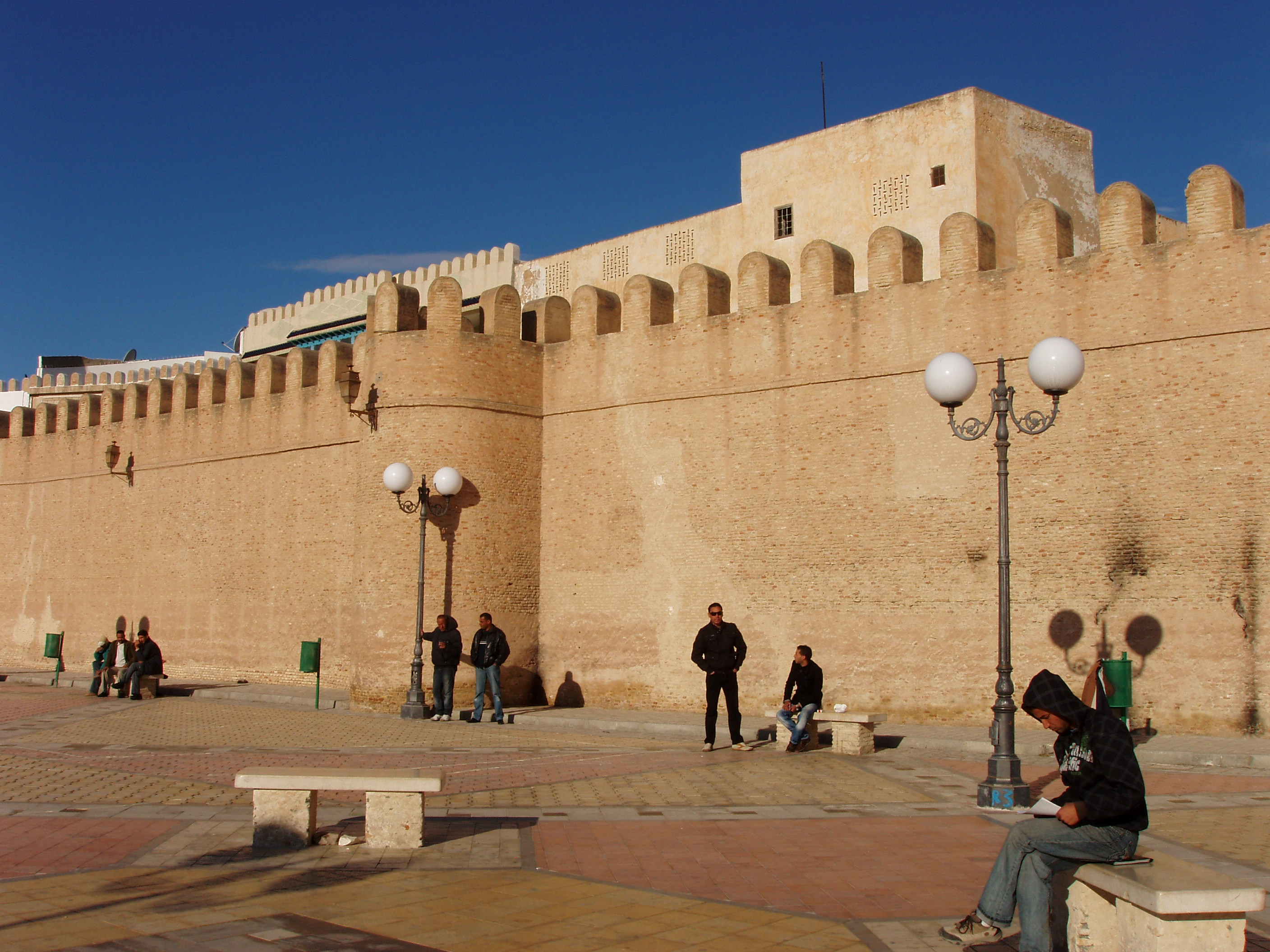
Vue d'une partie des remparts de Kairouan.
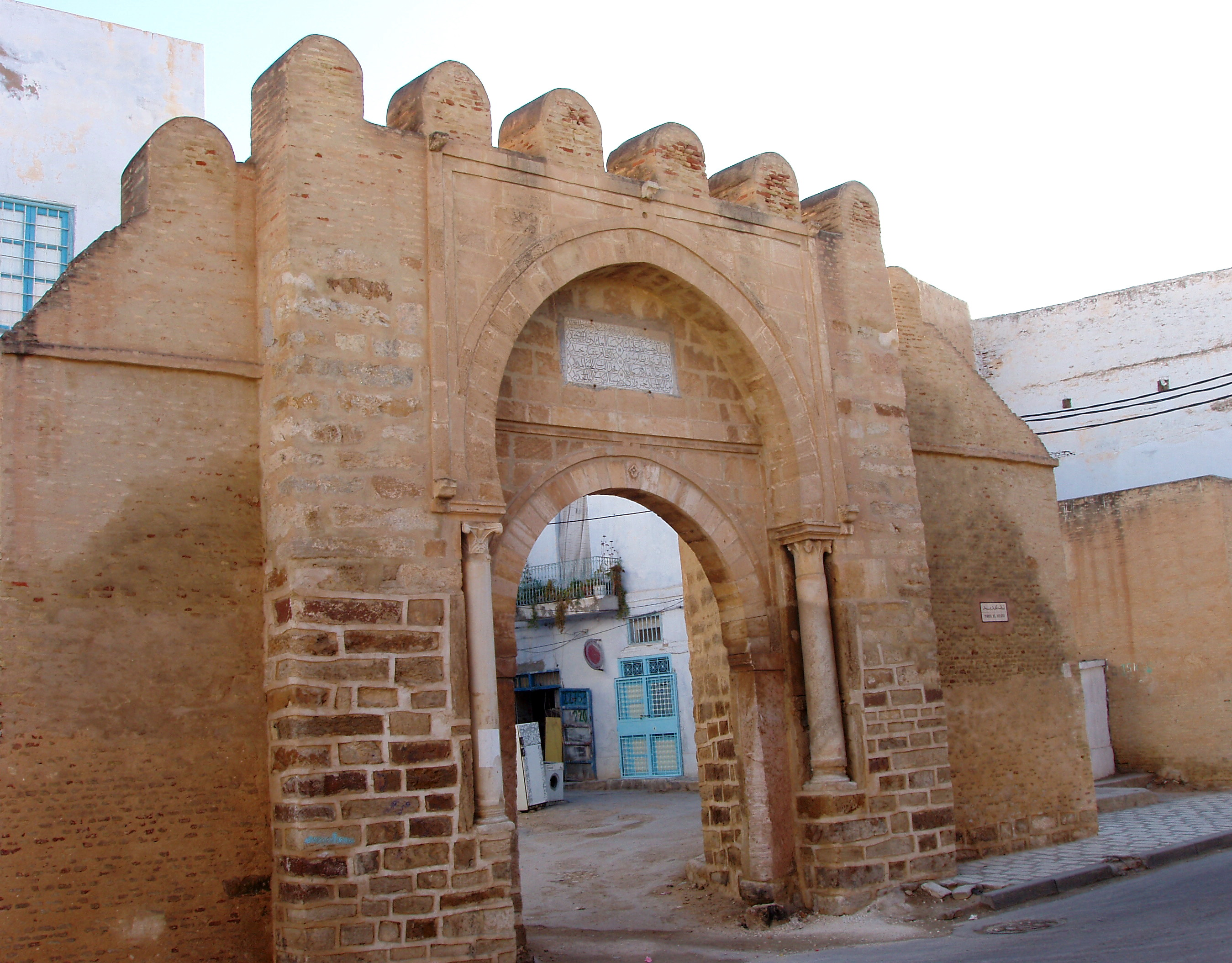
Vue de Bab Djedid, l'une des portes de la médina.

### Autres édifices

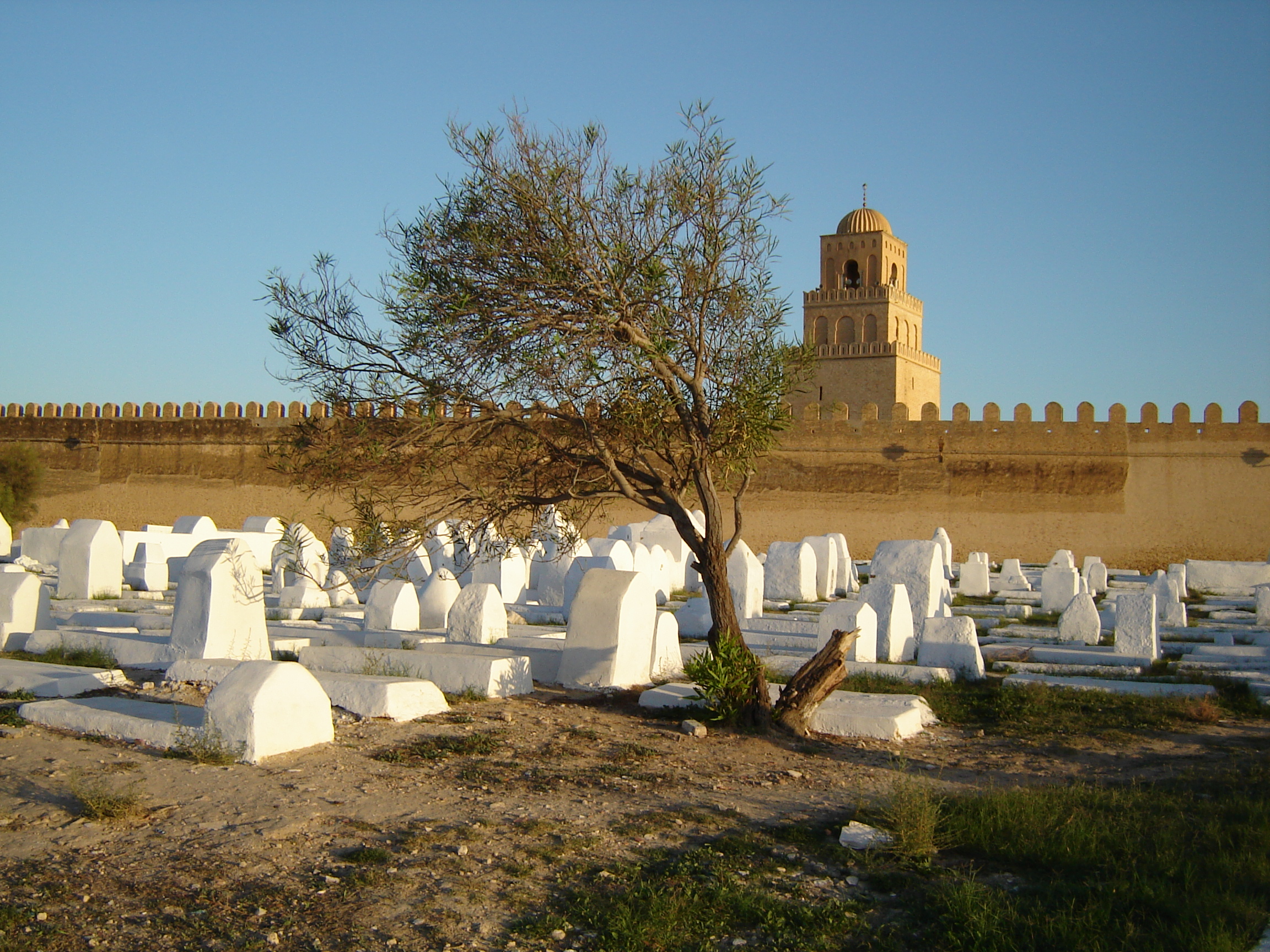
Vue du cimetière des Awlad Farhan sous les murs de la ville.

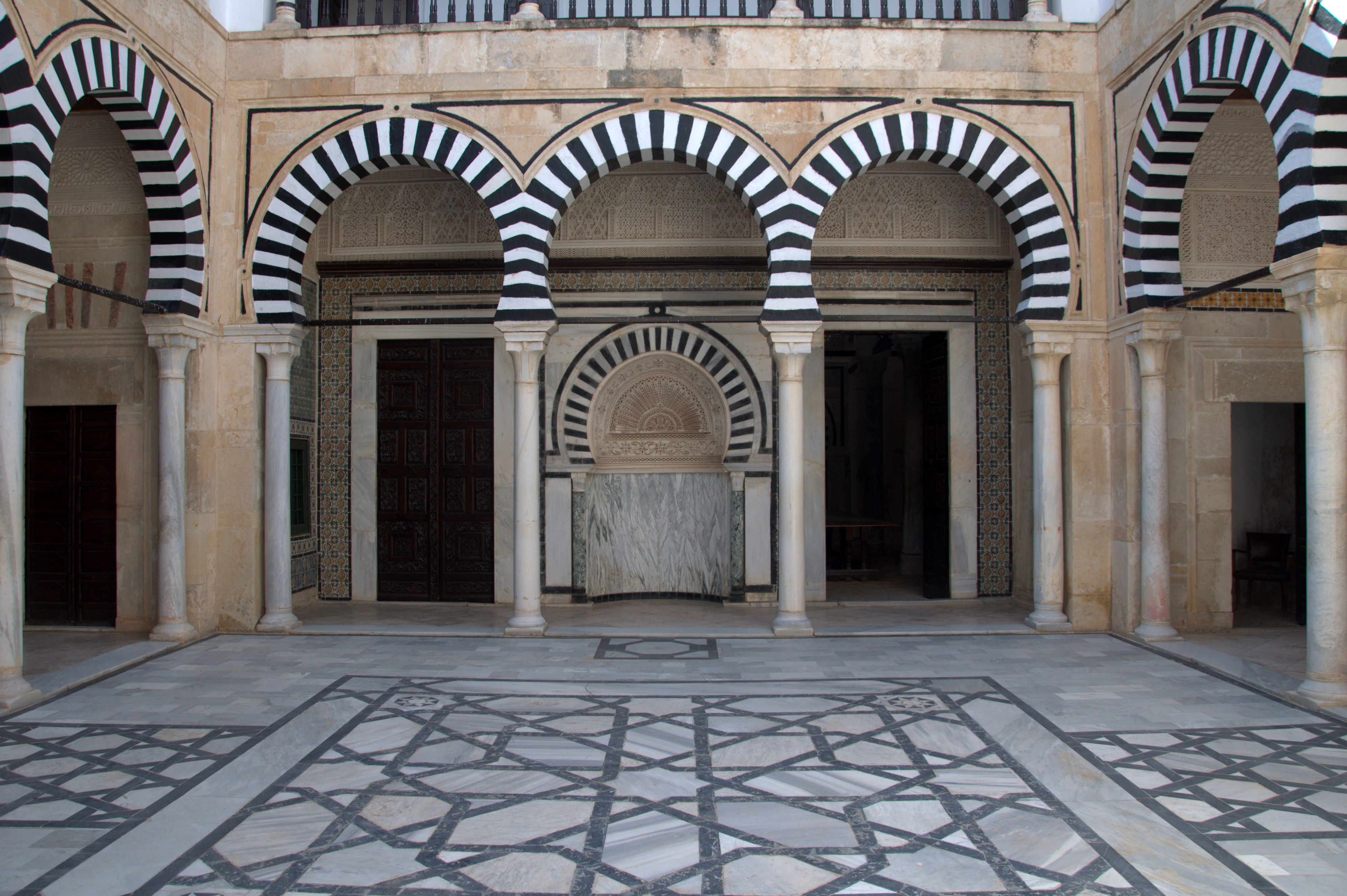
Vue de la cour principale du mausolée Sidi Abid el Ghariani.

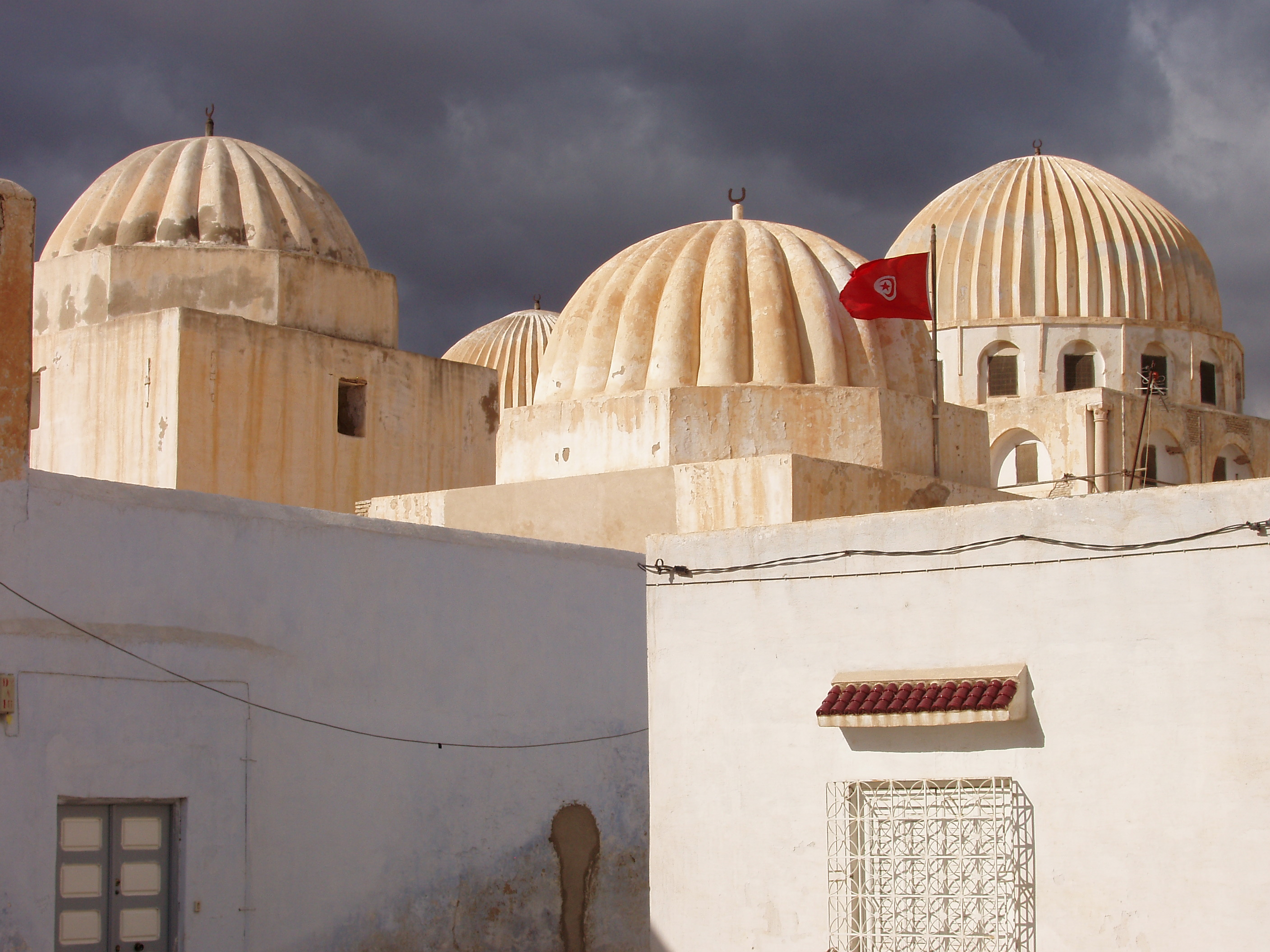
Coupoles du mausolée Sidi Amor Abbada.

Dans le cœur ancien de Kairouan se trouvent plusieurs mosquées, parfois sans minaret, utilisées à l'époque comme lieux de prière par les habitants du quartier. La plus ancienne est vraisemblablement la mosquée d'Ansar qui, si l'on en croit la chronique locale, aurait été fondée par le compagnon du prophète Ruwaifi ibn Thabit al-Ansari en 667. Ceci relève plus de la légende car la fondation de cette petite mosquée de cour, avec salle de prière ouverte et mihrab archaïque, n'a pu être établie par des fouilles archéologiques à ce jour. De plus, le site a été rénové en 1650. L'historien local Al-Dabbagh, mort en 1296, rapporte que la mosquée était très populaire chez les musulmans qui recherchaient une bénédiction : des empreintes de mains terreuses sur le mur blanc extérieur attestent cette pratique cultuelle très courante dans l'islam populaire, y compris jusqu'à aujourd'hui. D'autres mosquées datant de l'époque beylicale se trouvent également dans la médina comme la mosquée Al Malek (XVIIIe siècle) ou la mosquée Al Bey dont la construction remonte à la fin du XVIIe siècle.
Sous le mur nord-ouest de la ville, derrière l'imposant minaret de la Grande Mosquée, s'étend le cimetière de la tribu tunisienne peu connue des Awlad Farhan dont la particularité réside dans l'aménagement particulier de leurs tombes, insolite dans un cimetière musulman. Certaines, rangées par paires et entourées d'un muret, sont la dernière demeure des saints patrons de la tribu. Au bout de la pierre tombale, on a ajouté le nom d'Allah en terre glaise.
Les membres de la tribu vivent aujourd'hui un peu partout en Tunisie mais continuent d'enterrer leurs défunts dans ce cimetière placé sous les murs de la ville. À l'anniversaire de leur mort, et à l'occasion de certains jours de fête, des bougies sont allumées dans une petite niche aménagée dans les pierres tombales.
Parmi les autres monuments importants de Kairouan figurent :
- Le mausolée Sidi Abid el Ghariani, ancienne zaouïa élevée durant la seconde moitié du XIVe siècle puis agrandie et embellie au XVIIe siècle. Le monument se distingue par sa décoration raffinée mêlant céramiques, plâtre finement ciselé et plafonds en bois peint et sculpté ;
- Le mausolée Sidi Amor Abbada, construit vers 1872, est un édifice abritant le tombeau d'un célèbre marabout du XIXe siècle. Le bâtiment est remarquable à l'extérieur grâce à un ensemble de six coupoles côtelées ;
- Les remparts de Kairouan, enceinte fortifiée de la médina à l'origine très ancienne (bâtie dès le VIIIe siècle) mais dont l'état actuel date essentiellement du XVIIIe siècle.

### Bassins des Aghlabides

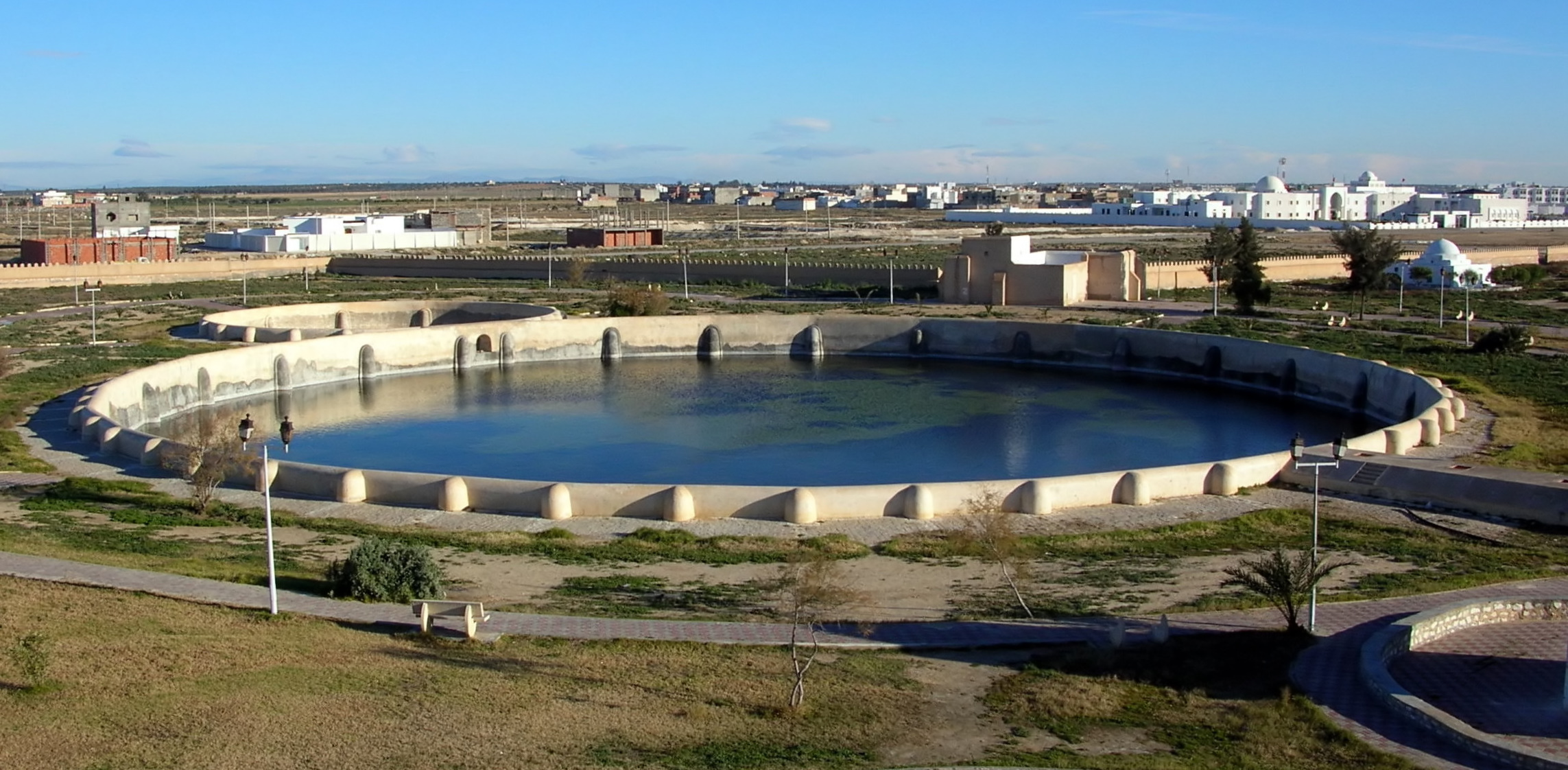
Bassins des Aghlabides.

Le calife omeyade Hicham ben Abd al-Malik donne l'ordre au gouverneur de Kairouan, Obeid Allah Ibn El Habhab, de construire quinze bassins pour alimenter la ville en eau. Mais les bassins des Aghlabides, le plus célèbre des quinze bassins, est édifié par le souverain aghlabide Aboul Ibrahim (règne de 856 à 863) entre 860 et 862 : c'est un réservoir constitué de deux citernes circulaires découvertes et communiquant entre elles.
Le grand bassin est un polygone de 64 côtés mesurant 129,67 mètres de diamètre intérieur et d'une capacité de 57 764 m3. Il sert parfois comme bassin de plaisance et de divertissement notamment sous Ziadet Allah III (règne de 903 à 909). Le petit bassin est un polygone simple de 17 côtés faisant 37,40 mètres de diamètre intérieur et d'une capacité de 4 119 m3.
Les eaux de débordement de l'oued Merguellil étaient recueillies dans le plus petit bassin où elles décantaient avant de transiter par le grand bassin pour alimenter en partie la ville.

## Culture

### Patrimoine écrit

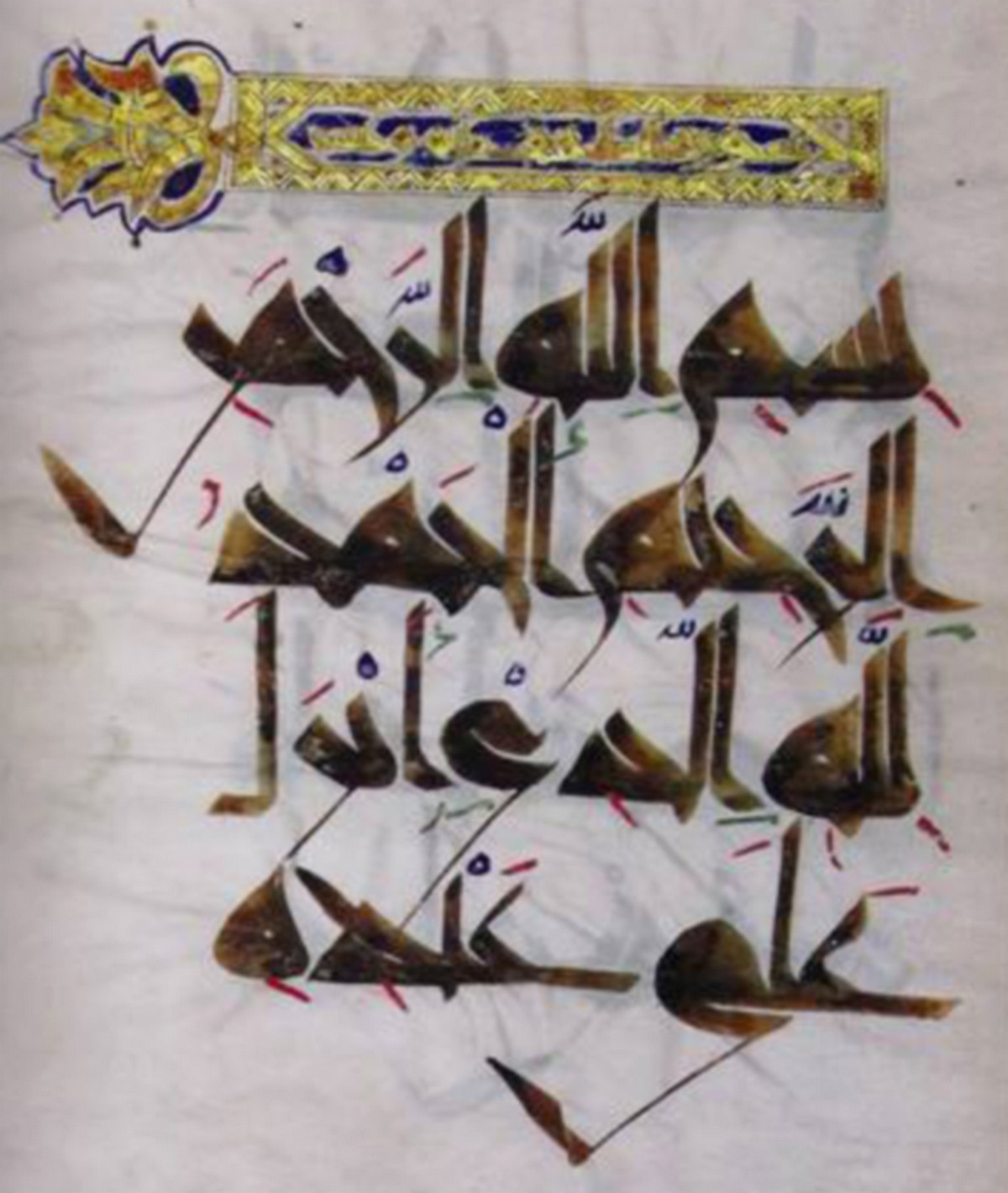
Parchemin calligraphié de Kairouan.

En 1882, les orientalistes français Octave Houdas et René Basset évoquent dans leur rapport sur leur Mission scientifique en Tunisie, paru dans le Bulletin de correspondance africaine, une collection de manuscrits qu'ils auraient vue à la grande mosquée de Kairouan, dans une pièce fermée à proximité du mihrab. En 1897, un employé ministériel tunisien, Muhammad Bek Bayram, présente devant la Société géographique d'Égypte un rapport sur sa mission à Kairouan où il donne des précisions sur cette collection de manuscrits qui, d'après ses informations, aurait été entreposée dans la maqsura aménagée par Al-Muizz ben Badis dans la mosquée.
C'est seulement en 1956 que l'inventaire effectué en 1293-1294 est publié par le chercheur tunisien 
Ibrahim Chabbouh dans la Revue de l'Institut des manuscrits arabes publiée au Caire. Ce relevé ne correspond toutefois plus à l'état effectif du dépôt actuel. L'orientaliste allemand Joseph Schacht, qui avait examiné sur place quelques manuscrits de cette collection non inventoriée en 1953 et 1964, publie en 1967 dans la revue de sciences islamiques Arabica un premier index scientifique des plus importants documents de cette bibliothèque. Ce n'est qu'au milieu des années 1980 que l'on commence à trier le dépôt actuel de manuscrits (essentiellement sur parchemins) par genres, auteurs et titres.
Le ministère des Affaires étrangères tunisien a procuré des locaux pour la conservation des manuscrits, des laboratoires photographiques et de restauration des documents dans l'ancienne résidence estivale du président Habib Bourguiba située à Raqqada, à douze kilomètres de Kairouan. On y trouve également le Centre d'études de la civilisation et des arts islamiques auquel est adjoint le petit musée national d'art islamique qui expose des pièces datant des Aghlabides et des Zirides.

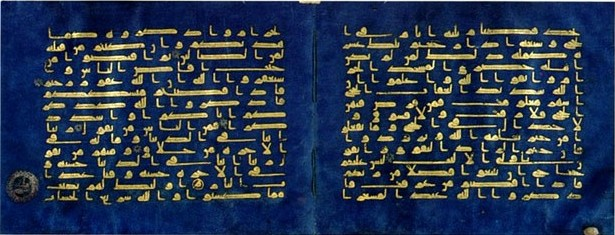
Extrait du Coran bleu.

La grande majorité des manuscrits se rapporte au droit musulman et constitue le plus ancien fonds documentaire au monde sur la littérature juridique malikite du IXe siècle. Quelques-uns ont été rédigés dans la période fondatrice du malikisme, entre la rédaction du Al-Muwatta de Mâlik ibn Anas et du Al Mudawwana de l'imam Sahnoun en 854. Les études biographiques et bibliographiques de l'orientaliste Miklós Murányi (de) publiées en 1997 représentent l'état actuel de la recherche sur le monde érudit de Kairouan. En outre, la bibliothèque possède l'une des plus riches collections d'anciens codex coraniques, dont des fragments du Coran bleu, rédigée selon une graphie archaïque sans points diacritiques, remontant à la fin du IXe siècle et au début du Xe siècle.
Dès l'inventaire de 1293-1294, on recensait plusieurs exemplaires du Coran bleu ; quelques pièces se trouvent également de nos jours dans des collections privées. Certes, l'origine de ces codex reste encore obscure mais il est maintenant admis que les feuilles de parchemin bleu et leur enluminure en or ont été réalisées à Kairouan. Un document en hébreu, le Guéniza du Caire, remontant au Xe siècle et par conséquent contemporain de la naissance du Coran bleu, fait état de l'exportation d'indigo égyptien vers la Tunisie. Ce produit était la matière première employée pour teinter les peaux lors de la fabrication du parchemin. Cela dit, on ne sait rien du commanditaire à l'origine de cette œuvre.
La page du Coran bleu représentée ici commence par le verset 1 de la sourate 35 et finit sur la ligne 14 avec le début de son verset 4 (incomplet). Ce qui est caractéristique dans ce codex, c'est la coupure des mots — inhabituelle en arabe — à la fin de la ligne 3 (ر - سلا) et à la fin de la ligne 10 (اذ - كروا). Il est à souligner qu'au milieu de la troisième ligne, le copiste a écrit un verbe (جعل) et non comme dans la version imprimée le participe passé idoine de ce verbe (جاعل) ; cela n'est d'ailleurs pas rare dans le calligraphie kufi où l'on ne marque pas la longueur des voyelles. Toutefois la variante à cet endroit autorise une autre interprétation que celle du verset tel qu'on le lit dans la version imprimée.

### Artisanat

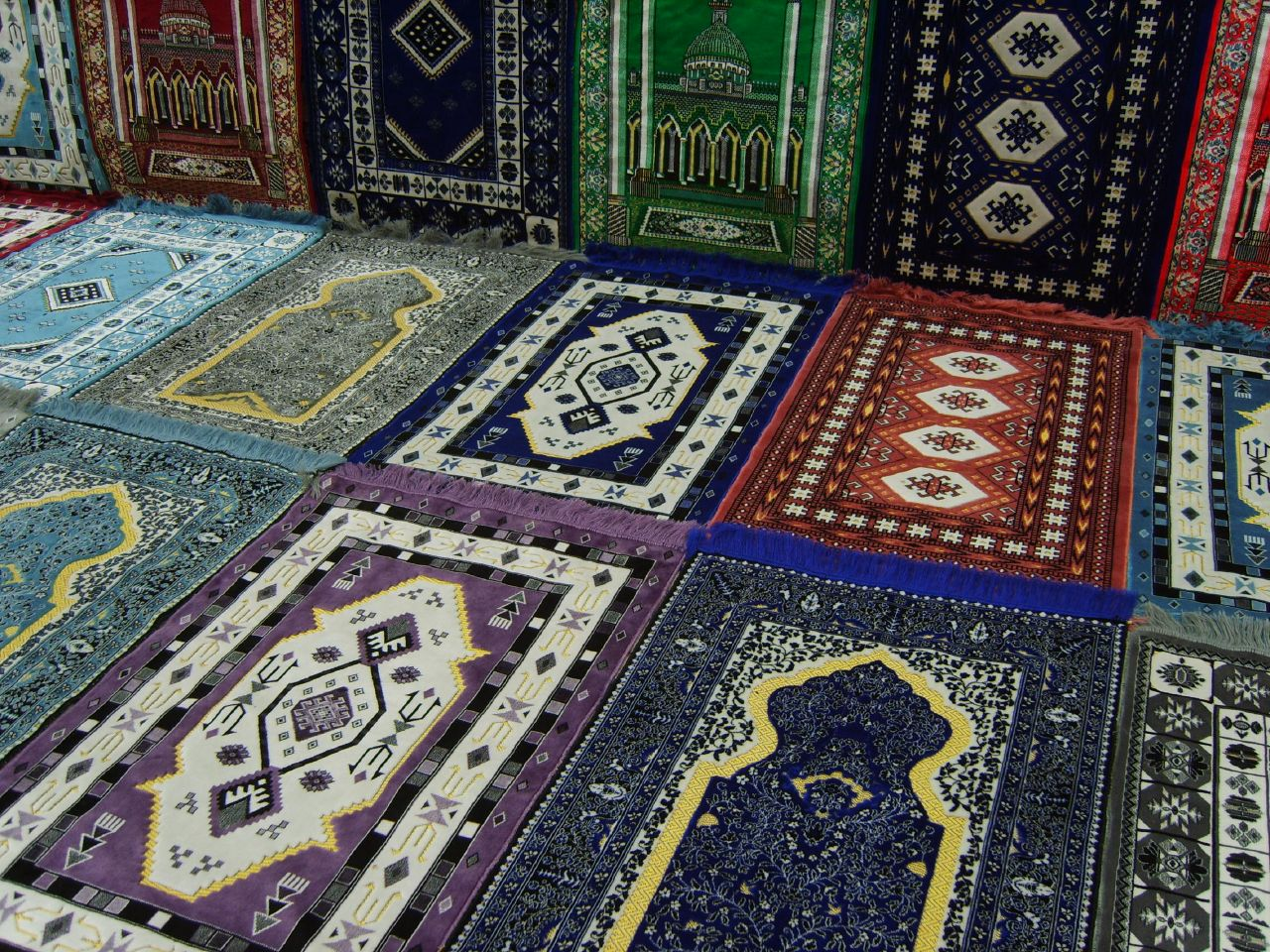
Tapis de Kairouan.

Aux premiers siècles de l'ère islamique, l'émirat aghlabite de Kairouan (800-909) payait partiellement le tribut de souveraineté au calife de Bagdad en tapis. Le « tapis de Kairouan » voit sa fabrication commencer réellement au XIXe siècle et la ville reste le principal centre de fabrication du pays. Au début du XXe siècle, la qualité du tapis se dégrade en raison du mauvais usage des teintures artificielles, ce qui conduit une famille kairouanaise à produire le alloucha, un nouveau type de tapis noué à la main qui reprend les couleurs de la laine de mouton et dont un champ hexagonal occupe le centre au moyen d'un motif en forme de losange. Peu à peu, le alloucha évolue vers plus de complexité et de polychromie, la texture augmente et les influences perses se font sentir avec l'apparition du zarbia reconnaissable à sa couleur brun-rouge.
Le tapis de Kairouan est un tapis de points noués non tissé fabriqué à base de laine ou de coton — notamment pour la trame et la chaîne — et plus rarement de lin. Il peut être coloré dans les teintes naturelles du blanc au marron en passant par le gris beige lorsqu'il est de type alloucha. La laine est toujours épaisse, car c'est celle du mouton, mais le poil du dromadaire ou de la chèvre peut être utilisé. Les motifs sont géométriques mais peuvent aussi être des fleurs stylisées, donnant à l'ensemble un aspect symétrique avec prédominance de la forme du losange.

### Gastronomie

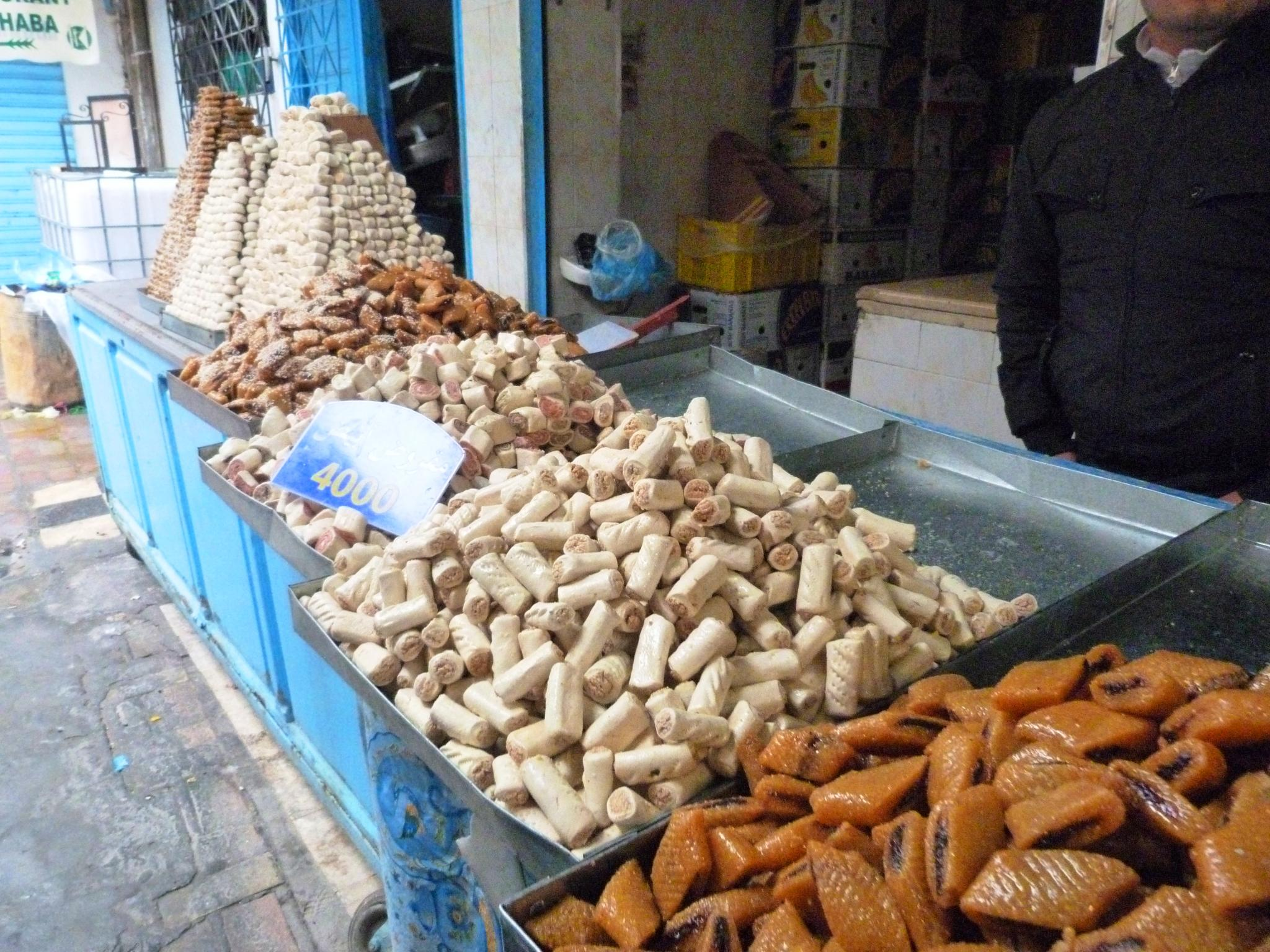
Makroud de Kairouan (à droite).

Le makroud est une pâtisserie maghrébine introduite à Kairouan et en Tunisie par la dynastie des Aghlabides. Il est composé de semoule fourrée d'une pâte de dattes et trempée dans du miel ou du sirop de sucre.

## Politique
La liste ci-dessous présente les maires de Kairouan depuis l'indépendance de la Tunisie :
- 1956-1957 : Mohamed Maherzi
- 1957-1960 : Mohamed Hlioui
- 1960-1969 : Mohamed Saleh Allani
- 1969-1972 : Mustapha Atallah
- 1972-1977 : Hamda Laouani
- 1977-1980 : Mohsen Atallah
- 1980-1985 : Habib Alouini
- 1985-1989 : Abdelwahab Kharrat
- 1989-1995 : Hedhili Fayala
- 1995-2005 : Rachid Meftah
- 2005-2011 : Mustapha Houcine
- 2011-? : Lassaâd Guedhami (délégation spéciale)
- depuis 2018 : Radouane Bouden[84]

## Transport

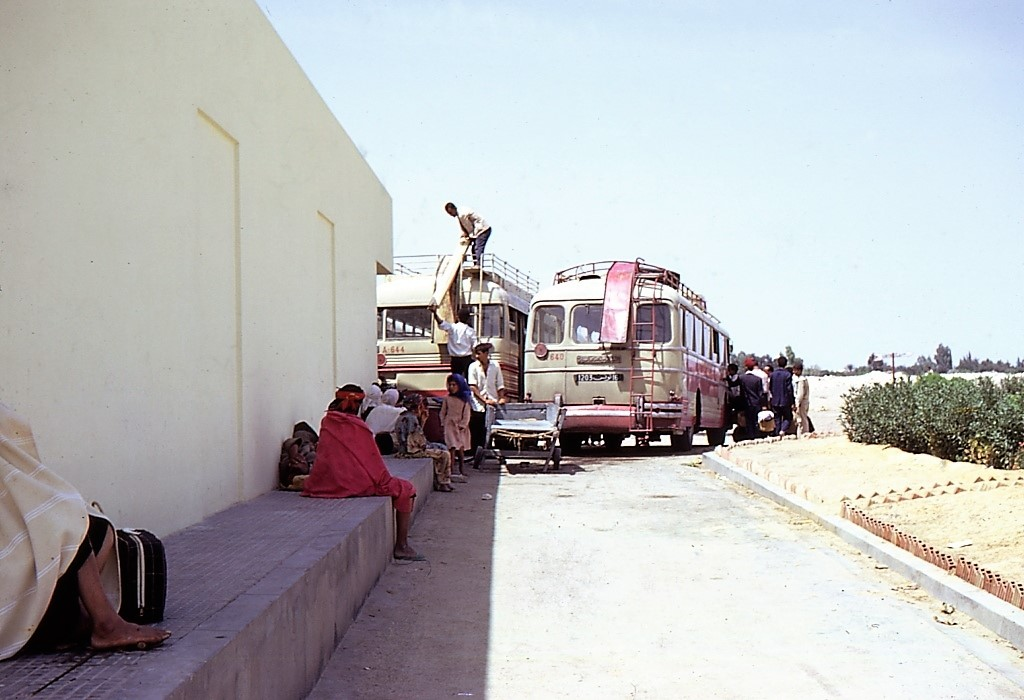
Gare routière en 1967.
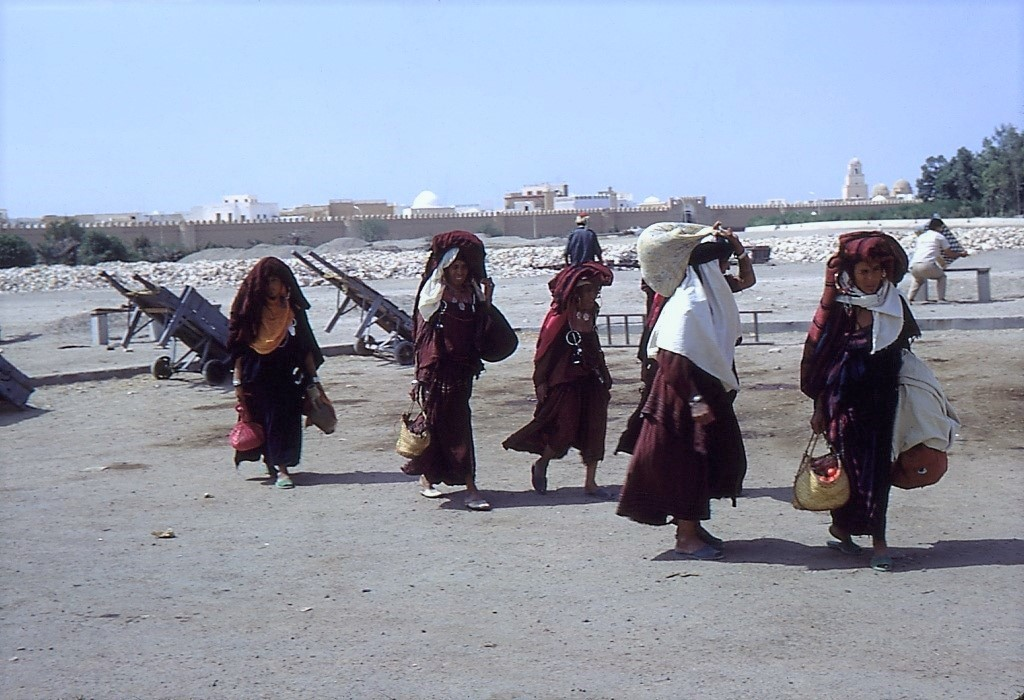
Abords de la gare routière en juillet 1967.
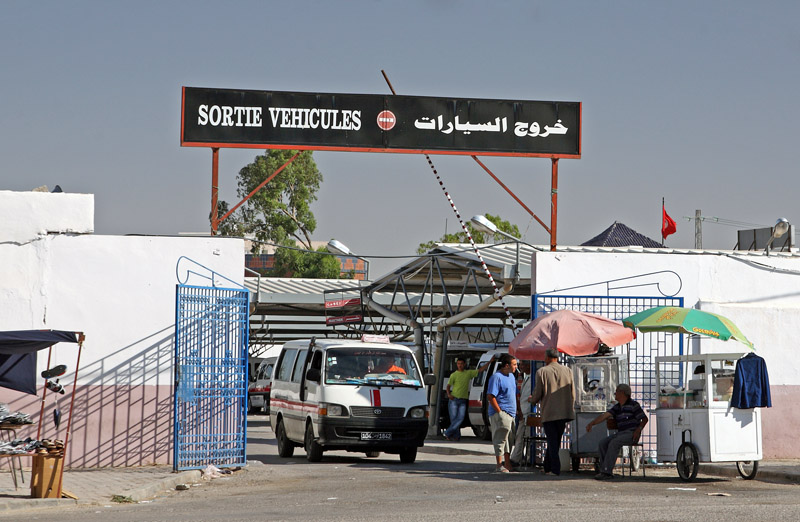
Station des louages en juillet 2010.

## Sport
La ville possède sa propre association sportive, la Jeunesse sportive kairouanaise qui regroupe plusieurs sections dont l'une de football qui est connue en Tunisie pour être un vivier de jeunes joueurs tels qu'Amine Chermiti et Zouhaier Dhaouadi. L'équipe évolue au stade Hamda-Laouani.

## Jumelages
La municipalité de Kairouan a signé de nombreux accords de coopération et de jumelage avec diverses villes à travers le monde :
- Fès (Maroc) depuis le 22 octobre 1964
- Tlemcen (Algérie) depuis le 28 mai 1969
- Cordoue (Espagne) depuis le 10 juin 1969
- Le Caire (Égypte) depuis le 14 mars 1976
- Samarcande (Ouzbékistan) depuis le 5 octobre 1977
- Tombouctou (Mali) depuis le 2 juin 1986
- Bursa (Turquie) depuis le 26 décembre 1987
- Coimbra (Portugal) depuis le 14 novembre 1996
- Nizwa (Oman) depuis le 24 juillet 1997
- Kyoto (Japon) depuis le 8 novembre 1997
- Pérouse (Italie) depuis le 26 février 1999
- Raguse (Italie) depuis le 5 mai 2000
- Mons (Belgique) depuis le 5 mai 2000
- Al-Aïn (Émirats arabes unis) depuis le 22 mai 2000

#### Français
- Mokhtar Boukhris, Kairouan, l'autre mémoire, Tunis, Sahar, 2008.
- Noureddine Harrazi, Chapiteaux de la grande mosquée de Kairouan, Tunis, Institut national d'archéologie et d'art, 1982.
- Mohamed Kerrou, Kairouan, phare éternel de l'islam, Tunis, Apollonia, 2009.
- Georges Marçais, Tunis et Kairouan, Tunis, Henri Laurens, 1937.
- Bernard Roy et Paule Poinssot, Inscriptions arabes de Kairouan, Paris, Klincksieck (no 3), 1950.
- Henri Saladin, Tunis et Kairouan : voyages à travers l'architecture, l'artisanat et les mœurs du début du XXe siècle, Paris, Henri Laurens, coll. « Les Villes d'art célèbres », 1908 (réimpr. 2002).
- Élise Voguet, « L'inventaire des manuscrits de la bibliothèque de la grande mosquée de Kairouan (693/1293-4) », Arabica, vol. 50,‎ 2003, p. 532-544.

#### Autres langues
- (de) Gisela Kircher, Die Moschee des Muhammad b. Hairun (Drei-Tore-Moschee) in Qairawân/Tunesien, vol. XXVI, Le Caire, Publications de l'Institut archéologique allemand, 1970.
- (en) Jonathan Bloom, « The Blue Koran: An Early Fatimid Kufic Manuscript from the Maghrib », dans Les manuscrits du Moyen-Orient, Istanbul, Institut français d'études anatoliennes, 1989.
- (ar) Nejmeddine Hentati, Études d'histoire kairouanaise, Kairouan, Centre d'études islamiques de Kairouan, 2008.
- (en) Joseph Schacht, « On some manuscripts in the libraries of Kairouan and Tunis », Arabica, vol. 14,‎ 1967, p. 226–258.
- (en) Paul Sebag, The Great Mosque of Kairouan, New York, Macmillan, 1965.